# Mănăstirea Humor
Mănăstirea Humor (denumită uneori și Mănăstirea Humorului) este o mănăstire ortodoxă din România, construită în anul 1530 în satul Humor (aflat în prezent în județul Suceava) de către marele logofăt Toader Bubuiog. Biserica mănăstirii are hramurile Adormirea Maicii Domnului (15 august) și Sfântul Mucenic Gheorghe (23 aprilie).
Mănăstirea Humorului a fost inclusă pe Lista monumentelor istorice din județul Suceava din anul 2015 la poziția 292, având codul de clasificare SV-II-a-A-05570. Ansamblul mănăstiresc este format din patru obiective:
- Biserica „Adormirea Maicii Domnului” și „Sf. Gheorghe” - construită în 1530 și având codul SV-II-m-A-05570.01;
- Ruinele caselor mănăstirești - datând din sec. XVI - XVIII și având codul SV-II-m-A-05570.02;
- Turnul clopotniță - datând din sec. XIX și având codul SV-II-m-A-05570.03 și
- Turnul lui Vasile Lupu - construit în 1641 și având codul SV-II-m-A-05570.04.

În anul 1993 organizația UNESCO a inclus Mănăstirea Humor pe lista patrimoniului cultural mondial, în grupul Bisericile pictate din nordul Moldovei.
În anul 2021 autoritățile din județul Suceava au început marcarea traseului Via Mariae, cu o stație la Mănăstirea Humor.

## Istoric

### Humorul Vechi

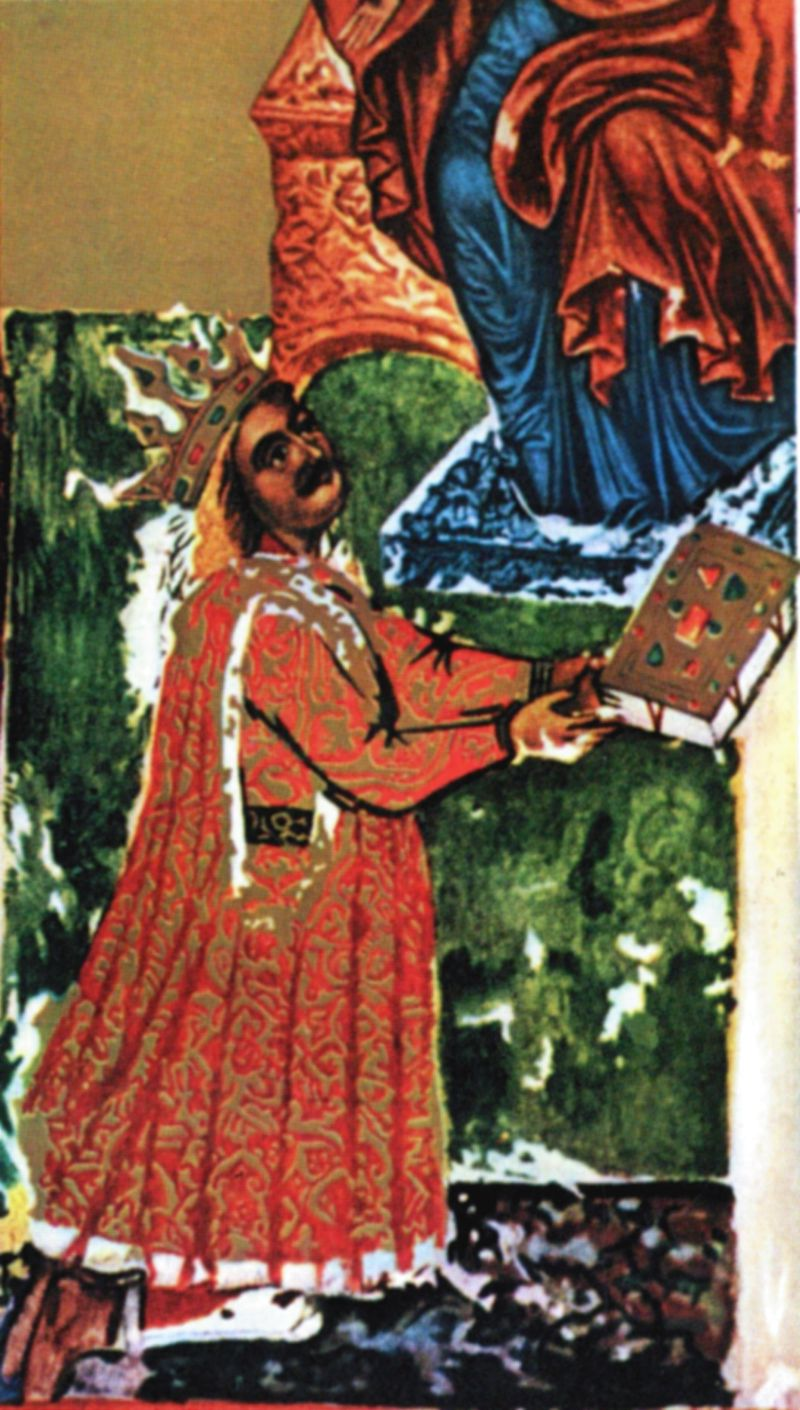
Portretul lui Ștefan cel Mare pe Evangheliarul de la Humor (1473)

Potrivit predaniilor din bătrâni, pe la începutul secolului al XV-lea, în perioada domniei lui Alexandru cel Bun (1400-1432), "panul Ivan vornicul care era la Humor" a înălțat o biserică de piatră pe malul unui pârâiaș, în apropiere de confluența acestuia cu Humorul. Aici exista un schit de călugări care avea anterior o biserică de lemn. În cursul secolului al XV-lea, în jurul bisericii noi s-a dezvoltat un așezământ monahal cunoscut ca Mănăstirea Humor.
Printr-un uric din 13 aprilie 1415, domnitorul Alexandru cel Bun (1400-1432) a dăruit „mănăstirii panului Ivan vornic (...) care este la Humor” moșia Pârteștenilor care cuprindea Solonețul (actualul sat Pârteștii de Sus), adică „un sat la obârșia Solonțului, unde au fost Tatomir și Pârtea”, și Pârteștii de Jos, adică „seliștea Dioniș”.
Domnitorii secolului al XV-lea au înzestrat mănăstirea cu obiecte prețioase și manuscrise. Dintre manuscrise, se mai păstrează și astăzi Tetraevangheliarul de la Humor, dăruit Mănăstirii Humor în anul 1473 de către Ștefan cel Mare. Pe acest manuscris se precizează că Ștefan cel Mare "a dat de s-a scris un Tetraevanghel cu mâna ierodiaconului Nicodim". Pe una din filele acestei cărți de cult se află o miniatură de o rară frumusețe care o înfățișează pe Maica Domnului cu pruncul Iisus. În partea de jos a miniaturii era pictat Ștefan cel Mare, în genunchi, oferindu-i Maicii Domnului, Tetraevangheliarul. Acesta este unul dintre primele portrete laice din Moldova.
Acest tetraevanghel a fost descoperit prin 1881 de către episcopul cărturar Melchisedec Ștefănescu a dat peste Tetraevangheliarul de la Mănăstirea Humor, din anul 1473. În prezent, acest manuscris este păstrat în Muzeul Mănăstirii Putna. La 13 noiembrie 1881, episcopul își exprima opinia că miniatura de pe Tetraevangheliarul de la Humor este "adevăratul și autenticul portret al marelui Ștefan". La început, această ipoteză a fost contestată de către membrii Academiei Române, unul dintre principalii contestatari fiind Bogdan Petriceicu Hasdeu.
În primele decenii ale secolului al XVI-lea, biserica zidită de vornicul Ivan s-a prăbușit din cauze necunoscute. Ruinele vechii mănăstiri se pot vedea și astăzi, la vreo 500 m de actuala biserică.
Ruinele bisericii Humorul Vechi au fost incluse pe Lista monumentelor istorice din județul Suceava din anul 2015 la poziția 291, având codul de clasificare SV-II-m-A-05569. Pe aceastăp listă se precizează că ruinele se află la circa 100 m sud-vest de incinta actuală.

### Ctitoria logofătului Toader Bubuiog

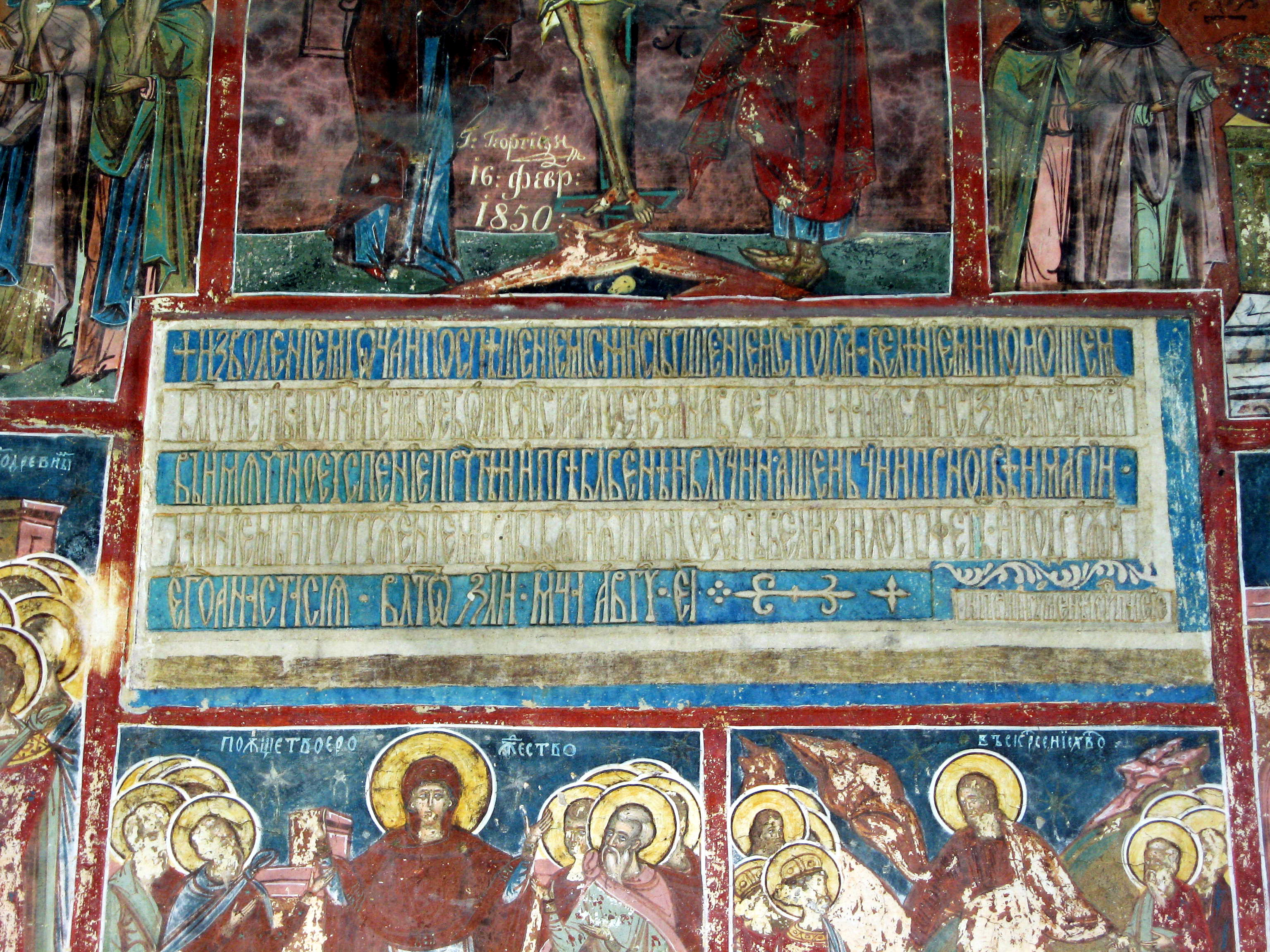
Pisania bisericii

În anul 1530, la vreo 500 m mai spre nord-vest de ruinele vechii biserici, marele logofăt Toader Bubuiog a început construirea unei noi biserici de piatră. Ctitorul acestei biserici era un înalt demnitar politic, deținând dregătoriile de pârcălab de Roman (1516-1523) și mare logofăt al Moldovei (1525-1537). În perioada domniei lui Petru Rareș, el a îndeplinit misiuni diplomatice în Transilvania (1527), Turcia (1528) și Polonia (1532). A fost căsătorit cu Anastasia, fiica logofătului Ioan Tăutu (ctitorul Bisericii "Sf. Nicolae" din Bălinești).
Pe peretele exterior sudic al pronaosului se află o pisanie scrisă în limba slavonă și care are următorul text: "Cu voia Tatălui, cu ajutorul Fiului și cu săvârșirea Sfântului Duh, la porunca și cu ajutorul evlaviosului domn Petru Voievod, fiul voievodului Ștefan cel Bătrân, s-a început acest hram în numele cinstitei Adormiri a Preacuratei și Preabinecuvântatei noastre Stăpâne Născătoare de Dumnezeu și Pururea Fecioară Maria, cu cheltuiala și prin osteneala robului lui Dumnezeu Jupan Toader, mare logofăt, și a soției sale Anastasia, în anul 7038 august 15 și când era egumen Chir Paisie" (1530).
În 1535, ctitorul a adus o echipă de meșteri zugravi care să asigure pictarea noii biserici. Așa cum arată analiza stilistică a picturii, echipa era formată din patru zugravi, fiecare având o personalitate artistică formată. Printre ei, există indicii că a participat și Toma din Suceava, care se intitula „zugrav de biserici și curtean al Măriei sale Petru, voevodul Moldovei”. Echipa aceasta a realizat unul din cele mai impresionante ansambluri decorative ale epocii.
Potrivit obiceiului, ctitorul a clădit odată cu biserica și chilii pentru călugări și ziduri înconjurătoare. În anul 1641, domnitorul Vasile Lupu (1634-1653) a încojurat ctitoria logofătului Toader Bubuiog cu ziduri durabile de piatră și a construit un turn masiv cu parter și trei etaje. În anul 1653, cand cazacii lui Timuș Hmelnițki au jefuit și incendiat locașul de cult.
În ianuarie 1775, ca urmare a atitudinii de neutralitate pe care a avut-o în timpul conflictului militar dintre Turcia și Rusia (1768-1774), Imperiul Habsburgic (Austria de astăzi) a primit o parte din teritoriul Moldovei, teritoriu cunoscut sub denumirea de Bucovina. După anexarea Bucovinei de către Imperiul Habsburgic în anul 1775, localitatea Mănăstirea Humorului a făcut parte din Ducatul Bucovinei, guvernat de către austrieci, făcând parte din districtul Gura Humorului (în germană Gurahumora).
Autoritățile habsburgice au desființat Mănăstirea Humor în baza Ordonanței Imperiale din 19 iunie 1783 a împăratului Iosif al II-lea (1780-1790), trecând toate pământurile și fondurile administrate de Episcopia Rădăuților "sub povățuirea stăpânirii împărătești și a crăieștii măriri". După desființarea mănăstirii, chiliile s-au ruinat aproape complet. Biserica a fost transformată în biserică parohială. În clădirile din fostul ansamblu monahal a funcționat o școală pentru copiii localnicilor, iar din 1850 acestea au fost folosite ca depozit pentru materialele autorităților austriece.
După Unirea Bucovinei cu România (1918), biserica fostei mănăstiri Humor a continuat să funcționeze ca biserică de parohie, iar datorită frumuseții artistice a fost integrată circuitului turistic.
În anii '60-'70 ai secolului al XX-lea, s-au efectuat importante lucrări de restaurare a ansamblului Mănăstirii Humor. Ansamblul pictural din pronaos și gropniță a fost restaurat în anii 1971 - 1972 cu sprijinul financiar și de specialitate al UNESCO. Cu acest prilej, s-a refăcut acoperișul bisericii prin lărgirea streșinilor pentru a apăra cât mai bine picturile exterioare de posibile intemperii. De asemenea, s-a restaurat turnul construit de Vasile Lupu, astupându-se fisurile din ziduri, refăcându-se zidurile și bolțile prăbușite, înlocuindu-se pardoselile de piatră, consolidându-se scările și reconstituindu-se balconul de lemn și acoperișul.
Abia în iulie 1991, prin hotărârea arhiepiscopului Pimen Zainea al Sucevei și Rădăuților, Mănăstirea Humor a fost reactivată ca așezământ monahal de maici.
În prezent, aici viețuiesc circa 20 de maici care își împart timpul între îndatoririle bisericești și lucrul în atelierele de pictură și de croitorie pentru veșmintele preoțești.
În anul 1993, Organizația Națiunilor Unite pentru Educație, Știință și Cultură (UNESCO) a inclus Biserica "Adormirea Maicii Domnului” și "Sf. Gheorghe" a Mănăstirii Humor pe lista patrimoniului cultural mondial, în grupul Bisericile pictate din nordul Moldovei.

## Descrierea bisericii

### Arhitectură

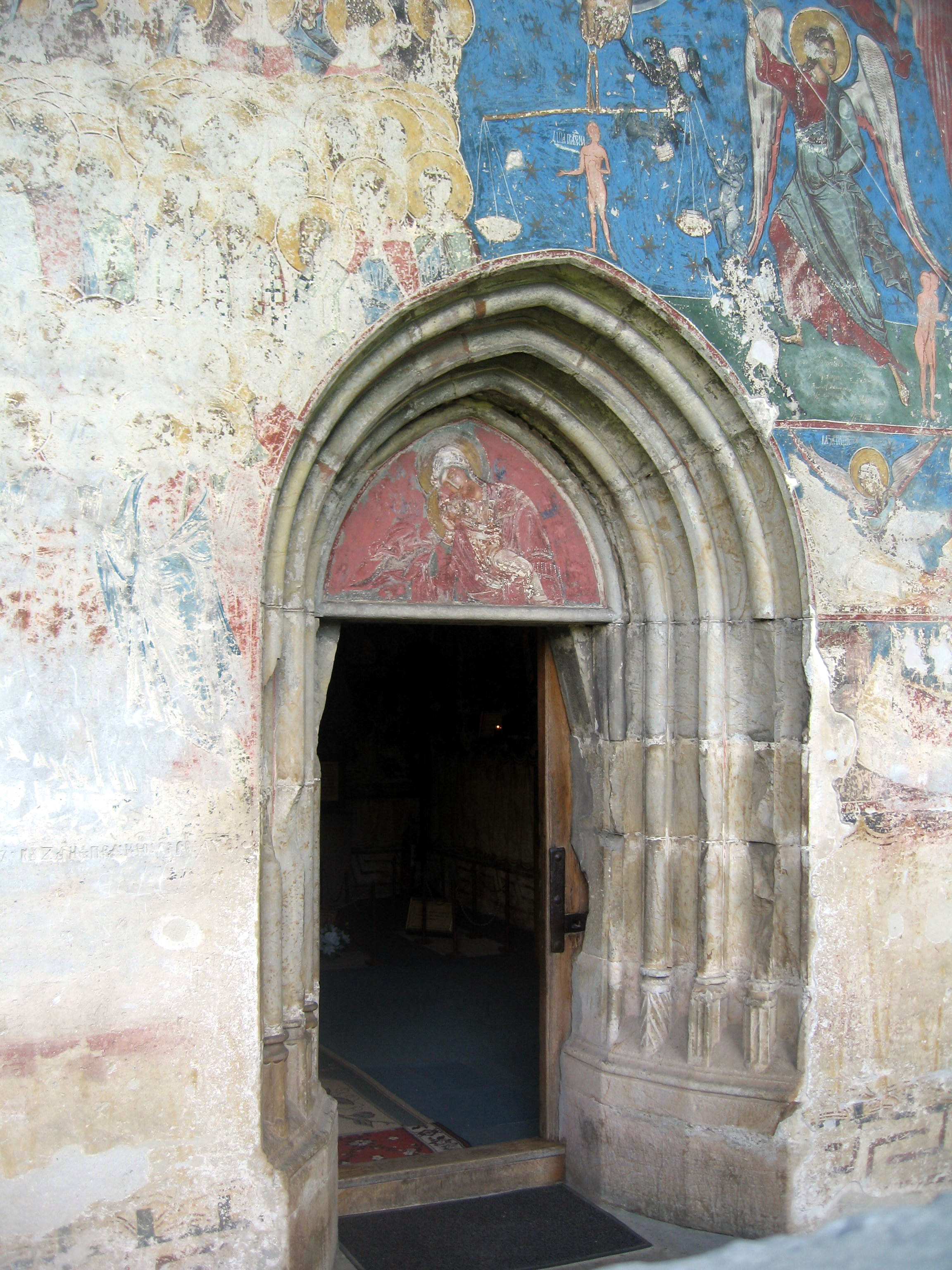
Portalul de intrare în biserică, cu ancadrament cu muluri în stil gotic

Biserica "Adormirea Maicii Domnului” este construită în plan triconc, cu abside laterale, dar fără turle. Construită în stilul moldovenesc cristalizat în ultimul deceniu al domniei lui Ștefan cel Mare (1457-1504), această biserică prezintă o serie de trăsături distinctive care o deosebesc de bisericile ștefaniene. Este vorba de lipsa turlei de deasupra naosului, precum și de prezența pentru prima dată, în arhitectura moldovenească, a unui pridvor deschis (în locul obișnuitului pridvor închis) și a tainiței, încăpere nouă suprapusă încăperii mormintelor.
Soclul bisericii este din bucăți mari de piatră cioplită. Cele trei abside sunt decorate cu firide alungite, iar sub cornișă se află un rând de ocnițe mici. Acoperișul este înalt, cu rupere în pantă, se prelungește deasupra absidelor și formează o streașină largă, specifică zonei din preajma munților. El este învelit cu șiță de brad. Interiorul bisericii este luminat prin șase ferestre: câte una pe fațadele laterale ale pronaosului, una pe peretele sudic al încăperii mormintelor, câte una în axul absidelor laterale ale naosului și încă una în axul absidei altarului.
Interiorul bisericii este compartimentat în cinci încăperi: pridvorul deschis, pronaosul, încăperea mormintelor (gropnița), naosul și altarul. Pridvorul deschis are patru arcade mari terminate în arc frânt, care se înalță până sub șirul de ocnițe. Dintre cele patru arcade, două se află pe fațada vestică și au parapete înalte de zidărie și câte una se află pe fațadele laterale. Arcadele sunt separate de stâlpi pătrați, groși cât zidul bisericii. Spațiul interior al pridvorului este împărțit în două de un arc dublou median. Din pridvor se intră în pronaos printr-un portal cu ancadrament cu muluri în stil gotic, care se termină în arc frânt. La partea superioară a pronaosului se află o cupolă sprijinită pe arcuri. Între pronaos și încăperea mormintelor, precum și între încăperea mormintelor și naos, se află câte un perete de zidărie străpuns de o deschidere încadrată de baghete încrucișate. Încăperea mormintelor are o boltă semicilindrică, iar naosul are o calotă sferică sprijinită pe un sistem de arcuri în stil moldovenesc. În peretele nord-vestic al încăperii mormintelor se află o ușă către o scară care duce într-o încăpere secretă, numită tainiță, unde se ascundea tezaurul bisericii în caz de primejdie. Între naos și altar se află o catapeteasmă veche, din lemn. În părțile laterale ale altarului sunt înscrise în grosimea zidului cele două nișe tradiționale: proscomidiarul și diaconiconul.
Ancadramentele ușilor și ferestrelor sunt de factură gotică. Portalul de intrare în biserică are un ancadrament cu muluri terminat în arc frânt. Cele două ferestre din pereții pronaosului au ancadramente terminate în arc frânt, fiind împărțite în spații distincte bogat decorate la partea superioară. Deschiderile de trecere din pronaos în încăperea mormintelor și din încăperea mormintelor în naos au ancadramente cu baghete încrucișate, la fel ca și ferestrele dreptunghiulare din încăperea mormintelor, naos și altar.

### Iconografie

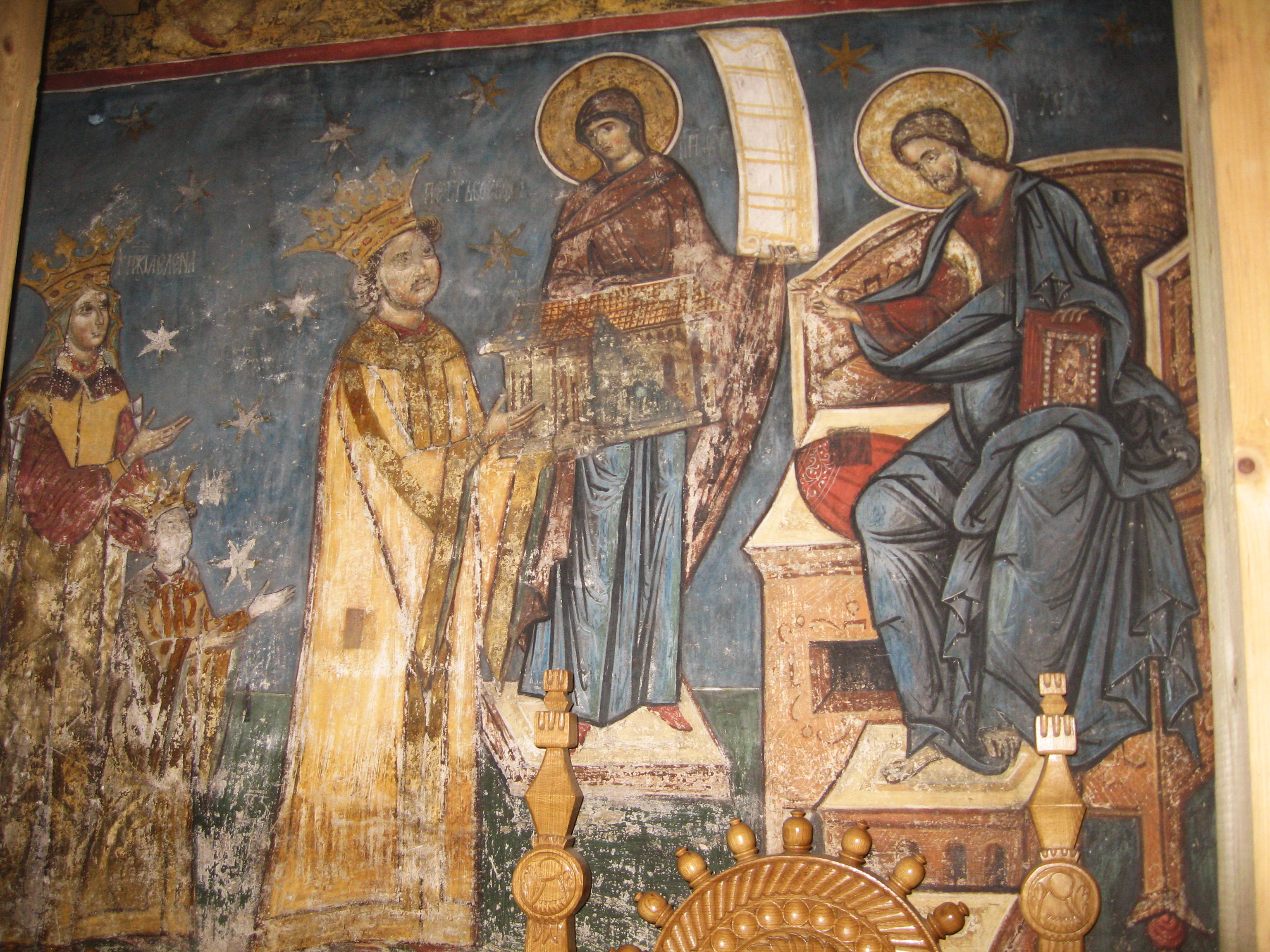
Tabloul votiv în care este reprezentată familia domnească a lui Petru Rareș

Biserica Mănăstirii Humor a fost împodobită peste tot, în exterior și în interior, cu picturi în frescă, ca și bisericile Voroneț, Moldovița, Arbore și Sucevița. Ceea ce caracterizează în plus întreaga pictură de la Humor este unitatea de tonalitate cromatică, datorată predominanței diferitelor nuanțe de roșu, culoare specifică acestei biserici.
Din cauza intemperiilor, pictura exterioară a fost deteriorată parțial. Pictura de pe peretele nordic este cel mai afectat, din ansamblul iconografic putându-se distinge doar fragmente din Acatistul Sf. Mucenic Gheorghe, din Arborele lui Iesei, două coloane de filozofi și chipul starețului Paisie. Pe peretele de vest este reprezentată Judecata de Apoi.
Picturile de pe fațada sudică și de pe abside sunt mai bine păstrate. Printre scenele reprezentate sunt cele 24 de scene ale Imnului Acatist al Bunei Vestiri, Soborul Fecioarei, Asediul Constantinopolului de către perși în anul 625 (în cele trei scene perșii sunt înlocuiți de turci), Rugul în flăcări, Viața Sfântului Nicolae (în 15 scene), precum și Parabola Fiului Risipitor. Într-una din scenele din Asediul Constantinopolului este pictat un călăreț care aruncă o lance spre unul dintre conducătorii armatei otomane. Zugravul Toma din Suceava i-a împrumutat chipul său acelui călăreț. Pe abside sunt pictați heruvimi, serafimi, îngeri, profeți, apostoli, ierarhi și cuvioși.
Pictura interioară continuă tradițiile iconografice ale picturii murale din vremea lui Ștefan cel Mare, punându-se însă accent mai mult pe caracterul narativ al prezentării, ceea ce a dus la înmulțirea scenelor și registrelor. Pe cupola pronaosului este reprezentată Fecioara rugându-se, având la piept medalionul cu pruncul Iisus, iar pe pereții acestei încăperi sunt pictați îngeri, prooroci, evangheliști, cele șapte sinoade ecumenice, apoi sfinți, martiri și cuvioși.
Picturile din încăperea mormintelor sunt degradate, distingându-se unele scene din viața Sfintei Fecioare Maria. Pr bolta naosului este reprezentat Iisus Pantocrator înconjurat de îngeri, prooroci și patriarhi, iar pe pereți sunt pictate momente din viața Mântuitorului (în special ciclul Patimilor). Pe bolta altarului este pictată Maica Domnului cu pruncul, înconjurată de heruvimi și seerafimi, iar pe pereți se află scena Cinei cea de Taină, precum și chipuri de ierarhi.
Biserica Mănăstirii Humor se remarcă prin faptul că are mai multe tablouri votive. Pe peretele vestic al naosului este zugrăvit domnitorul Petru Rareș și familia sa în calitate de ctitori ai bisericii. Domnitorul are fața rotundă, barba scurtă, părul lung, iar pe cap poartă o coroană de aur cu mici ramuri. Lângă el se află Doamna Elena îmbrăcată în haine de brocart de aur pe fond verde și având pe cap aceeași coroană, iar între domnitor și soția sa se află unul dintre fiii domnești.
În colțul sud-estic al încăperii mormintelor, deasupra nișei unde a fost înmormântat logofătul Toader Bubuiog, este reprezentat ctitorul bisericii oferind biserica Mântuitorului, prin mijlocirea Maicii Domnului. Bubuiog este îmbrăcat într-o haină galbenă cu brandemburguri albastre. Pe peretele nordic al aceleiași încăperi este pictată Anastasia, soția ctitorului, îmbrăcată în haine boierești de epocă, îngenuncheată în fața Maicii Domnului. În colțul de sud-est al pronaosului se află un alt tablou în care sunt reprezentați hatmanul și pârcălabul Daniil de Suceava și soția sa Teodosia în fața tronului domnesc pe care stă Maica Domnului cu pruncul. Acel boier a făcut Mănăstirii Humor mai multe danii.
Pe pereții bisericii sunt reprezentate multe elemente de factură locală cum ar fi: instrumente muzicale din Moldova (buciumul, cobza), animale care trăiau în Moldova (lupul, ursul, veverița ș.a.), diferite arme (sulița, arcul și sabia) sau țesături moldovenești (lavița, ștergare, ii).

### Necropolă

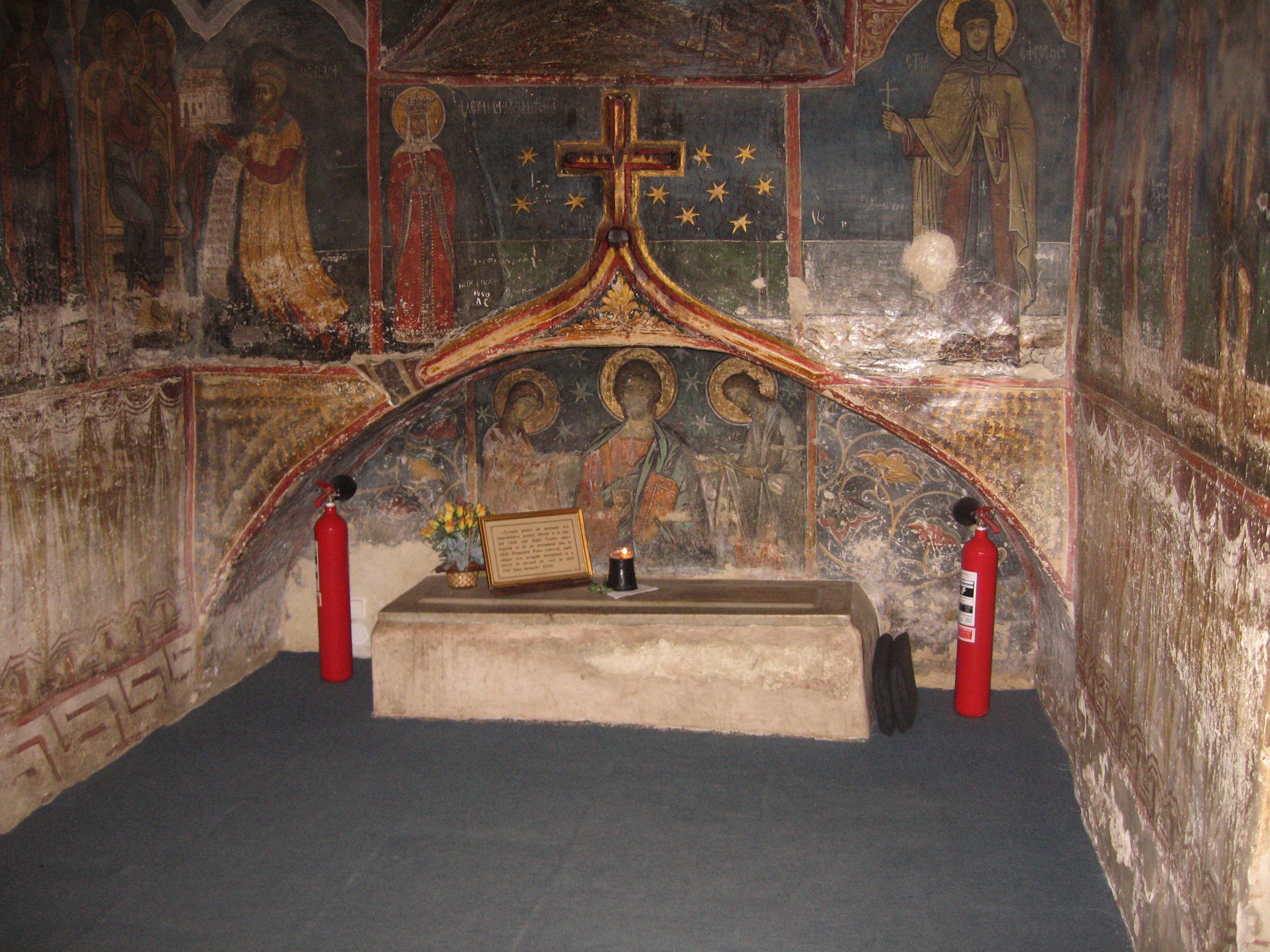
Nișa unde se află mormântul ctitorului Toader Bubuiog

În biserica Mănăstirii Humor au fost înmormântați ctitorii și mai mulți demnitari ai Moldovei medievale. În încăperea mormintelor se află mormintele ctitorilor: marele logofăt Toader Bubuiog și soția sa, Anastasia. Cele două morminte se află în nișe boltite amplasate în pereții sudic și respectiv nordic ai încăperii. Pe pereții de deasupra nișelor se află pictați cei doi soți (separat și nu împreună) îngenuncheați în fața Mântuitorului Iisus Hristos și a Maicii Domnului.
Mormântul marelui logofăt Toader Bubuiog se află într-o nișă boltită săpată în peretele sudic. Pe mormântul său se află o piatră de marmură frumos sculptată, pe care se află următoarea inscripție în limba slavonă: "Această piatră de mormânt și-a împodobit-o pentru dânsul și în timpul vieții sale Jupân Toader mare logofăt ca să fie pe mormântul său, în zilele Domnului Petru Voievod, unde singur și-a pregătit mormântul și a trecut în lăcașul de veci în anul 7047 luna ianuarie" (1539).
Soția ctitorului, Anastasia, a fost înmormântată într-o nișă din peretele nordic al aceleiași încăperi. Pe piatra sa funerară se află următoarea inscripție: "Acest mormânt l-a împodobit domnul Toader, mare logofăt, cneaghinei sale Nastasia care a trecut în veșnicul locaș în anul 7035 luna septembrie 29 zile" (1527).
În pronaos se află mormântul episcopului Eftimie al Rădăuților (1558-1561), decedat în anul 1561. Pe lespedea sa funerară se află următoarea inscripție: "Aici este mormântul Prea Sfințitului nostru Părinte Eutimie - fost episcop de Rădăuți și care s-a înmormântat aici unde s-a călugărit - să-i fie lui pomenirea veșnică".
De asemenea, în partea stângă a pronaosului se află mormântul logofătului Solomon. Piatra sa funerară, împodobită de ginerele său Dumitru, este foarte ștearsă, iar inscripția este aproape ilizibilă. În partea dreaptă se află mormântul unui oarecare Gheorghe și un altul a cărui inscripție este ștearsă.

### Obiecte de patrimoniu
În patrimoniul Mănăstirii Humor se află mai multe obiecte cu valoare documentară și artistică, printre care sunt de menționat următoarele:
- o catapeteasmă sculptată artistic și aurită. Deasupra sa este o cruce pe care se află următoarea însemnare: "Această răstignire a făcut-o chir Movilă mitropolitul Sucevei, fiind egumen la Humor arhimandritul Anastasie, în zilele domnului Petru Voievod în anul 7098 august 15" (1590). În inscripție se face referire la Gheorghe Movilă (Moghilă), mitropolit al  Moldovei (1588-1591, 1595-1600 și 1600-1605), precum și la domnitorul Petru Șchiopul (1574-1577, 1578-1579 și 1583-1591).
- un jeț domnesc din lemn, datând din secolul al XVI-lea și având pe montanții spetezei câte un cap de bour
- un analoghion pe care se află următoarea inscripție: "L-au făcut Toma Fântânaru și soția sa Boghina la anul 7053 luna septembrie" (1545).
- o cruce mică de lemn, cu o inscripție în care se arată că a fost confecționată în anul 1623
- 6 icoane de dimensiuni mari, pictate în secolele XV-XVI. În acestea sunt reprezentați Mântuitorul Hristos (două), Maica Domnului (două), Adormirea Maicii Domnului și Sfântul Arhanghel Mihail.

## Alte obiective

### Ruinele caselor mănăstirești
Toader Bubuiog a construit, odată cu biserica, și chilii pentru călugări și ziduri înconjurătoare, potrivit obiceiului existent în acea epocă. Chiliile au fost reparate și reconstruite în secolul al XVIII-lea.
După desființarea mănăstirii în 1783, chiliile s-au ruinat aproape complet. În clădirile din fostul ansamblu monahal a funcționat o școală pentru copiii localnicilor, iar din 1850 acestea au fost folosite ca depozit pentru materialele autorităților austriece.
În prezent, din aceste chilii nu mai există decât niște ruine pe latura de sud și de est. Ruinele caselor mănăstirești au fost incluse pe Lista monumentelor istorice din județul Suceava din anul 2015 la poziția 294, având codul de clasificare SV-II-a-A-05570.02.

### Turnul lui Vasile Lupu

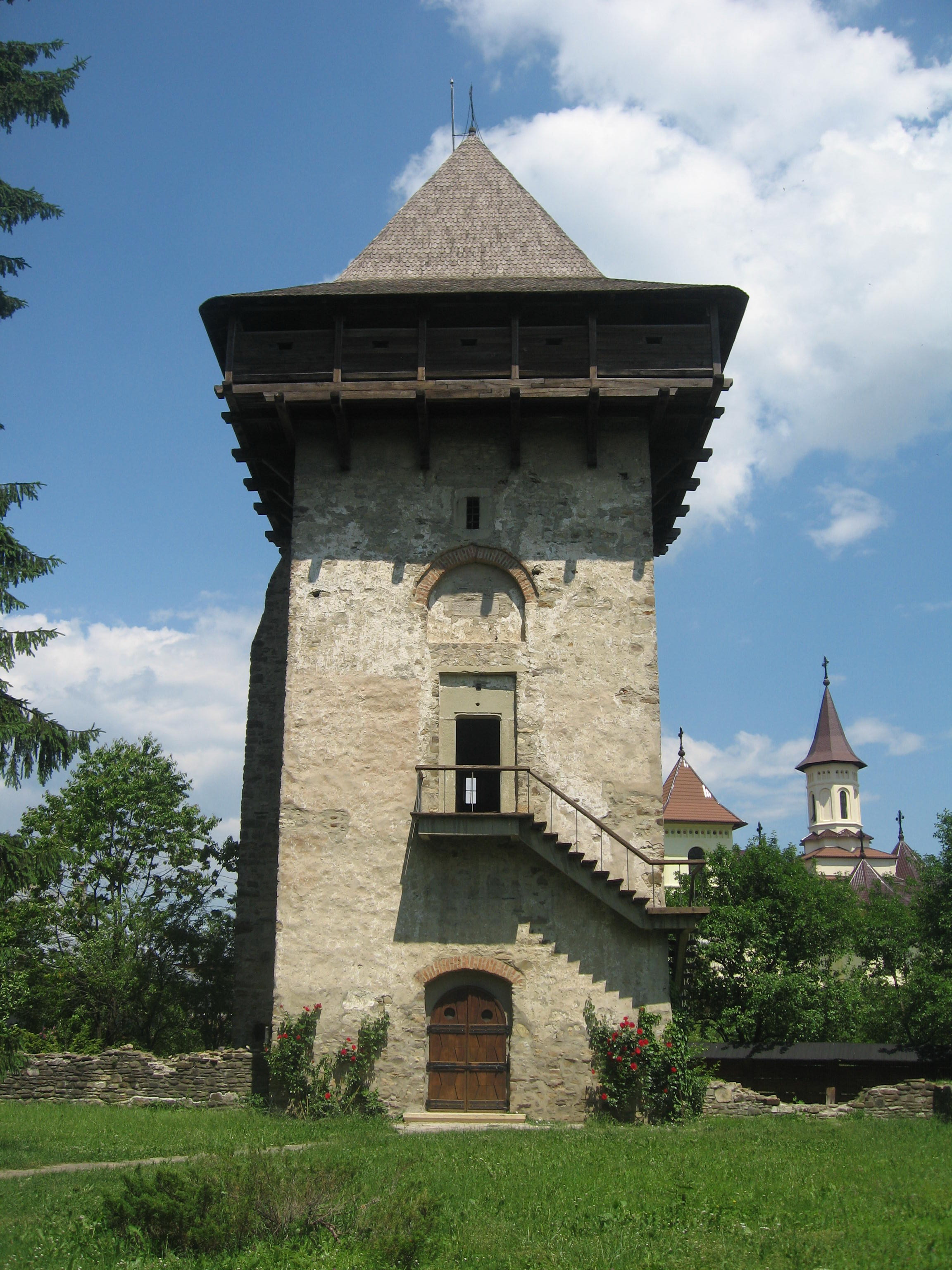
Turnul construit în timpul domniei lui Vasile Lupu (în 1641)

În anul 1641, domnitorul Vasile Lupu a împrejmuit biserica cu ziduri de piatră și a construit un turn masiv. Pe clădirea turnului se afla încastrată următoarea pisanie: „Acest turn l-a zidit și împodobit evlaviosul și de Hristos iubitorul domn Io Vasile Voievod, din mila lui Dumnezeu stăpân și domn al întregii țări în anul 7149”.
Turnul se află la nord-est de clădirea bisericii și făcea parte inițial din zidul de incintă al mănăstirii. În prezent, se mai observă doar câteva ruine din acest zid (pe laturile de vest și de est ale turnului). Clădirea turnului este sprijinită pe laturile de nord și de vest de două contraforturi înalte.
Turnul are un plan pătrat cu latura de 8 m, un parter și trei etaje. Încăperile au bolți semicilindrice așezate alternativ pe direcții opuse (nord-sud, vest-est, nord-sud și vest-est). În încăperea de la parter se intră pe o ușă dispusă pe latura de sud. La primul etaj se ajunge de pe o scară exterioară cu trepte de lemn, susținute de console încadrate în zidărie. Scare se află pe latura de est și duce către o intrare aflată tot pe latura sudică. De la primul etaj se urcă la etajele superioare pe scări cu trepte de piatră înguste, cuprinse în grosimea zidăriei. Încăperile de la etaj sunt luminate prin ferestre mici cu cadre de piatră. La ultimul etaj se află un balcon de lemn așezat pe grinzi puternice sprijinite pe console de lemn. Acoperișul turnului este înalt și în patru ape, cu o rupere în pantă foarte pronunțată. El are învelitoare din șiță și se prelungește peste galeriile balconului.
Turnul avea un rol defensiv, în încăperile de la etaj putându-se refugia apărătorii complexului, împreună cu odoarele de preț ale mănăstirii. Scara care ducea la etaj putea fi distrusă pentru a-i împiedica pe invadatori să pătrundă în acele încăperi.
Turnul lui Vasile Lupu a fost inclus pe Lista monumentelor istorice din județul Suceava din anul 2015 la poziția 296, având codul de clasificare SV-II-a-A-05570.04.

### Turnul clopotniță
Turnul clopotniță a fost construit în secolul al XIX-lea pe latura de est a ansamblului. El este confecționat din lemn și are un etaj. La parter se află intrarea în ansamblul mănăstirii, iar la etaj este camera clopotelor.
Turnul clopotniță a fost inclus pe Lista monumentelor istorice din județul Suceava din anul 2015 la poziția 295, având codul de clasificare SV-II-a-A-05570.03.

## Imagini

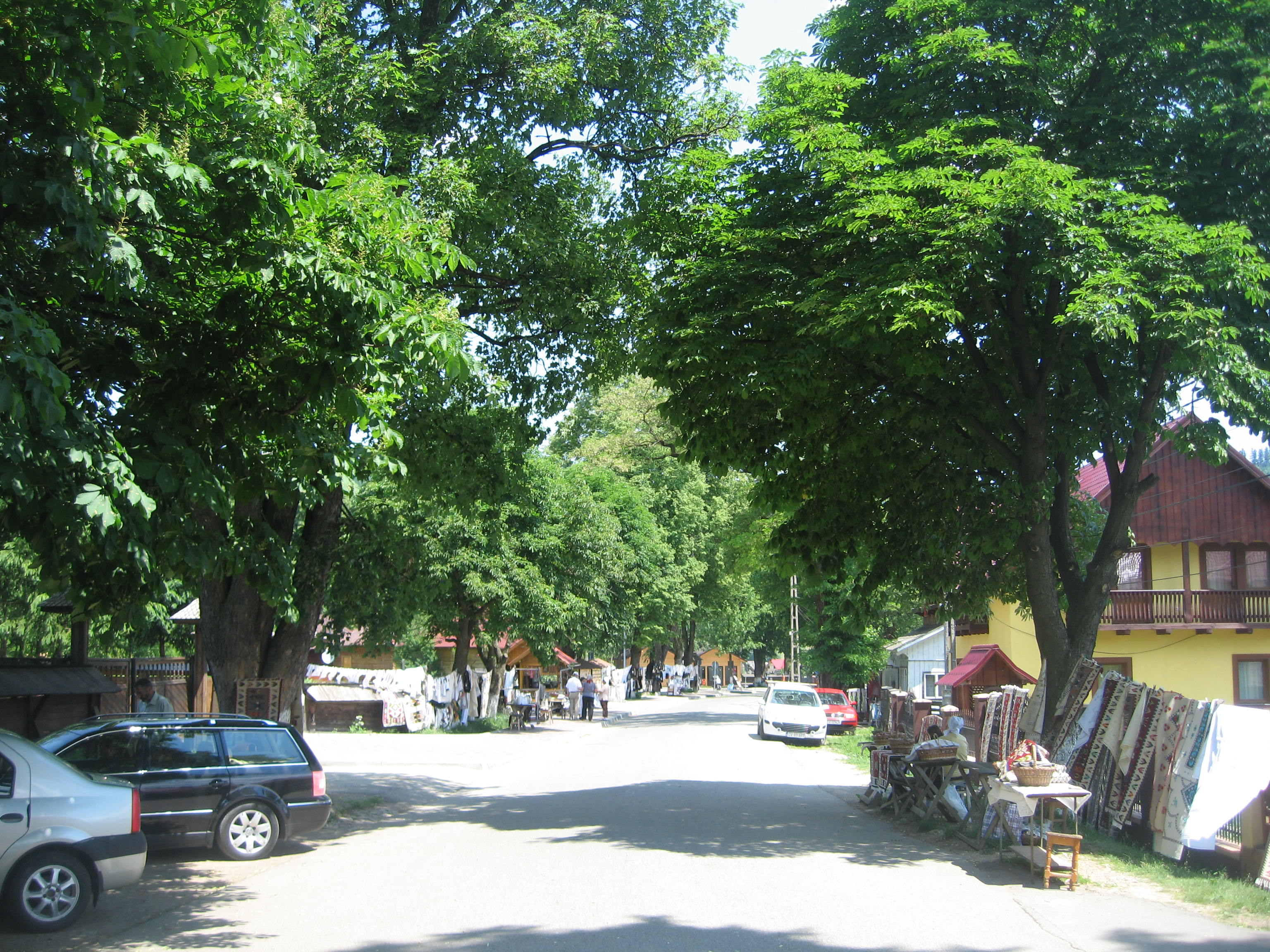
Drumul care duce spre mănăstire
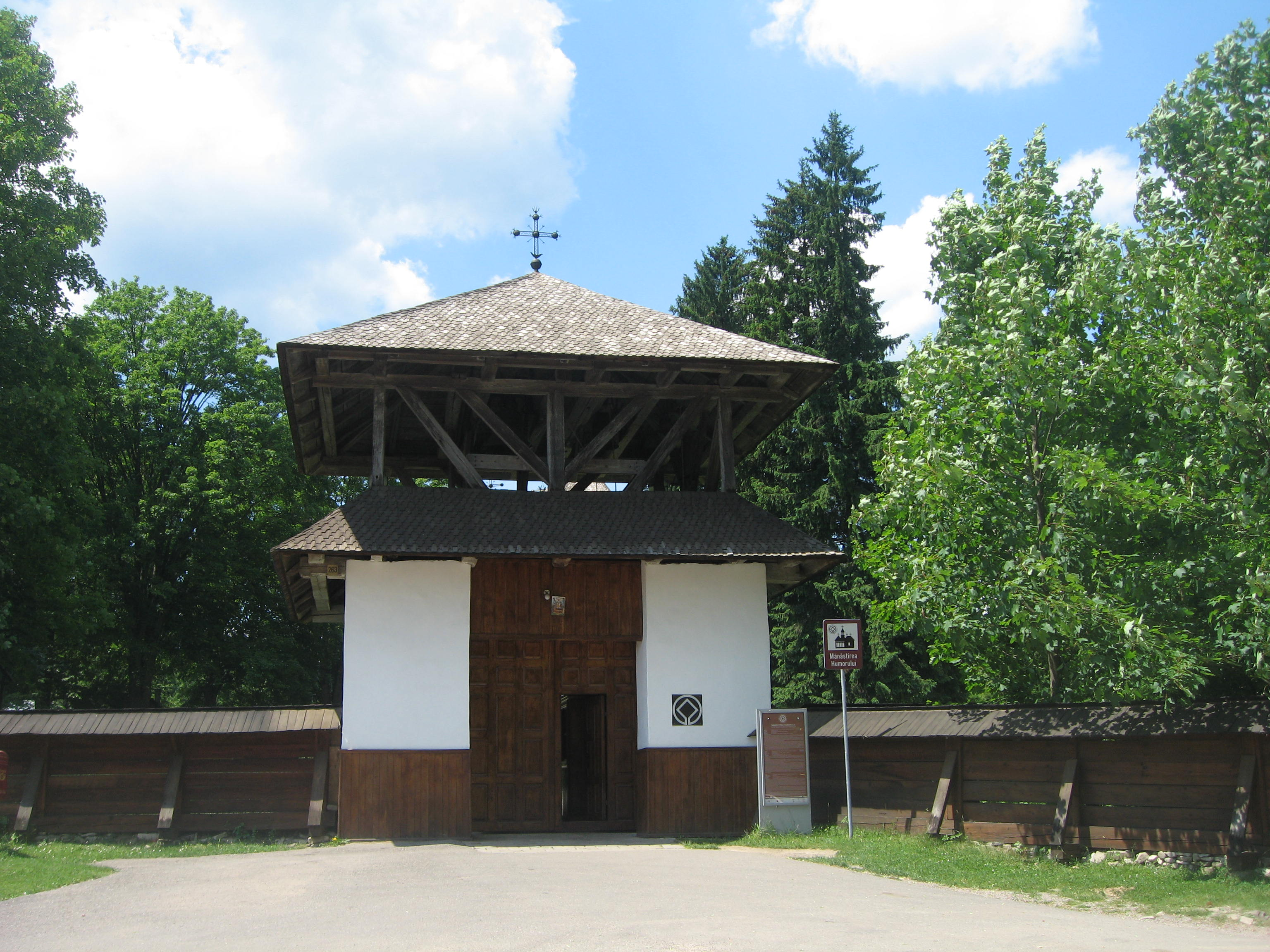
Turnul-clopotniţă, pe sub care se intră în complexul mănăstiresc
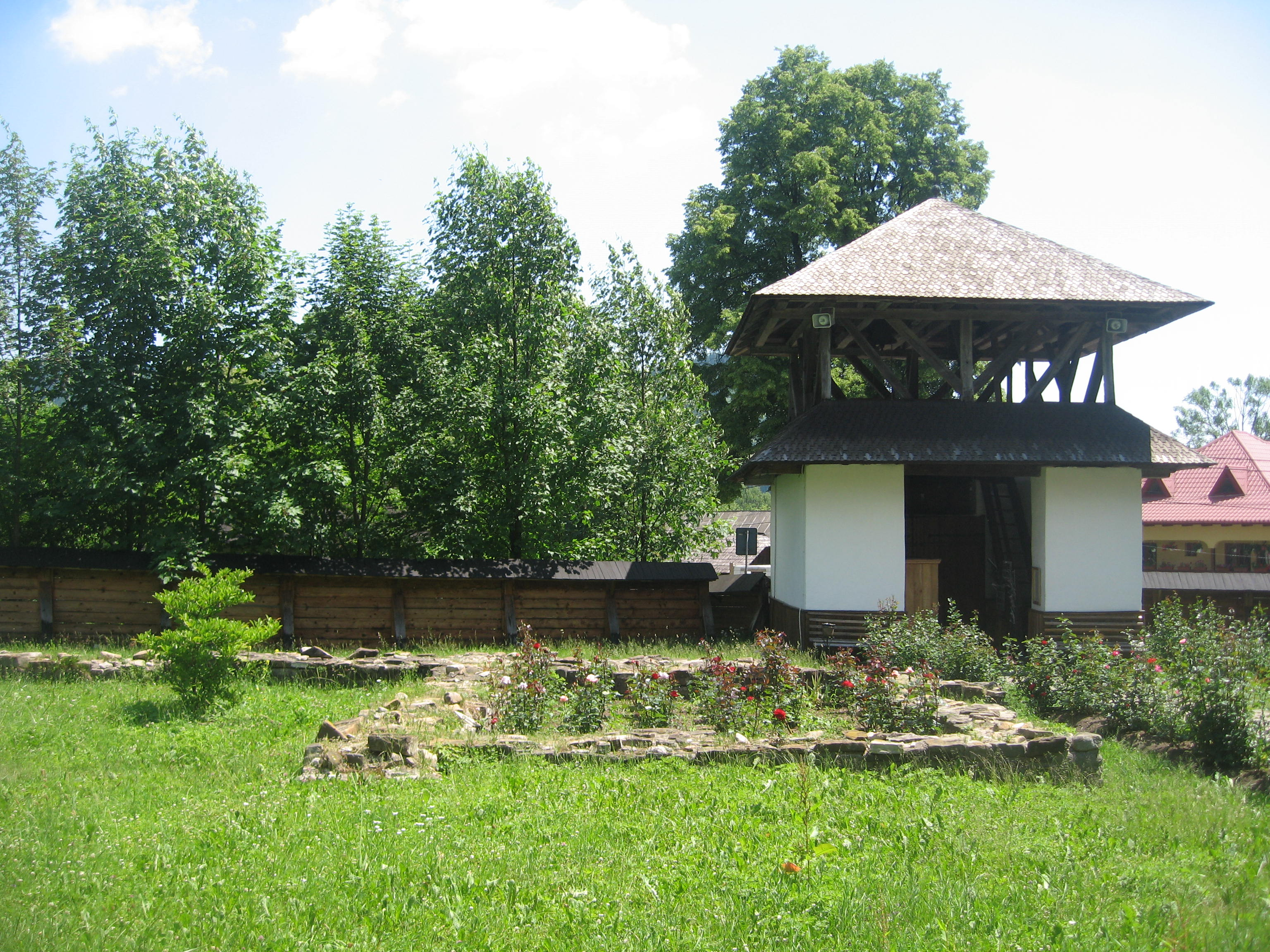
Turnul-clopotniţă şi ruine ale unor construcţii vechi
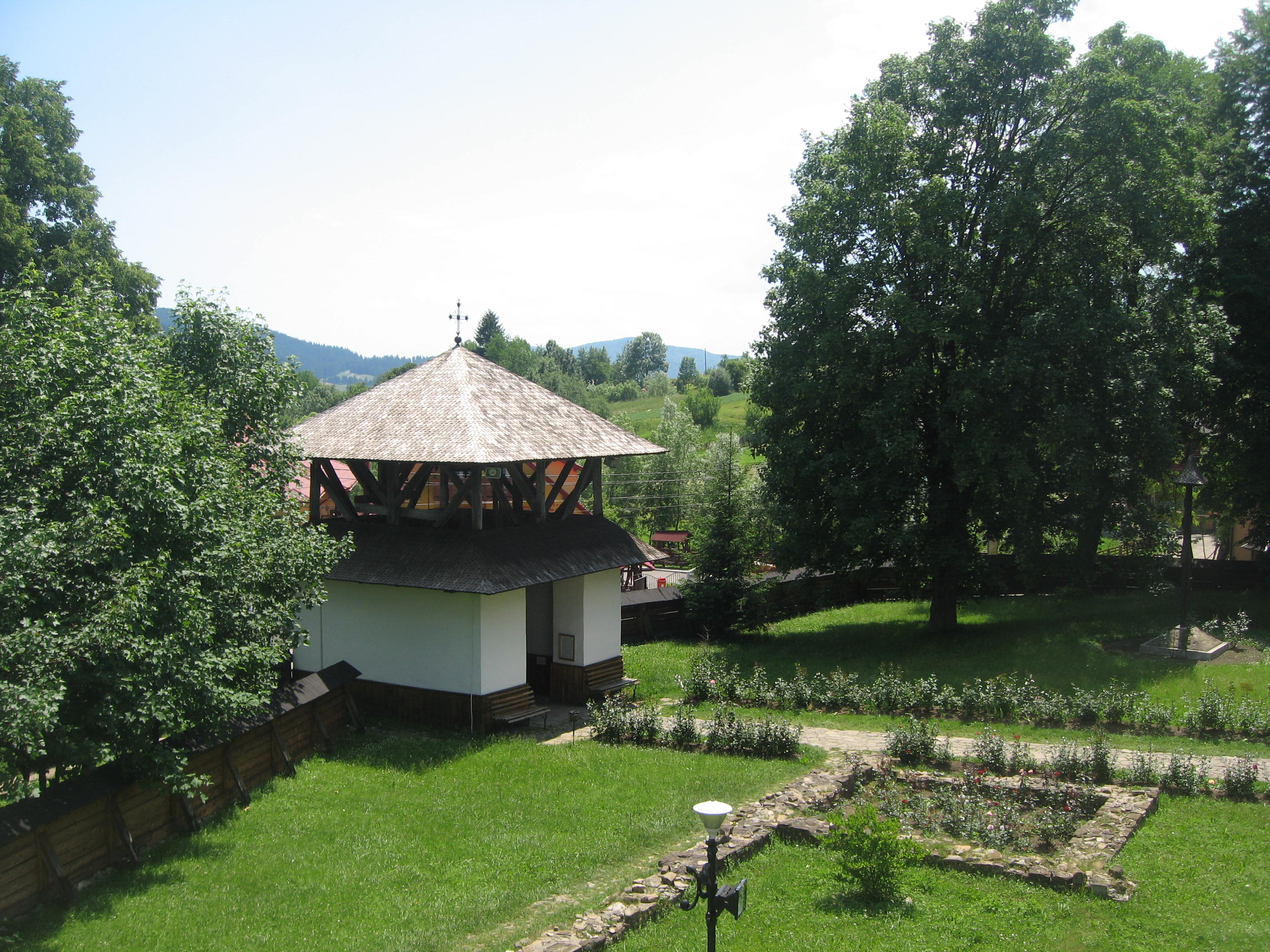
Turnul-clopotniţă, văzut din turnul construit de Vasile Lupu
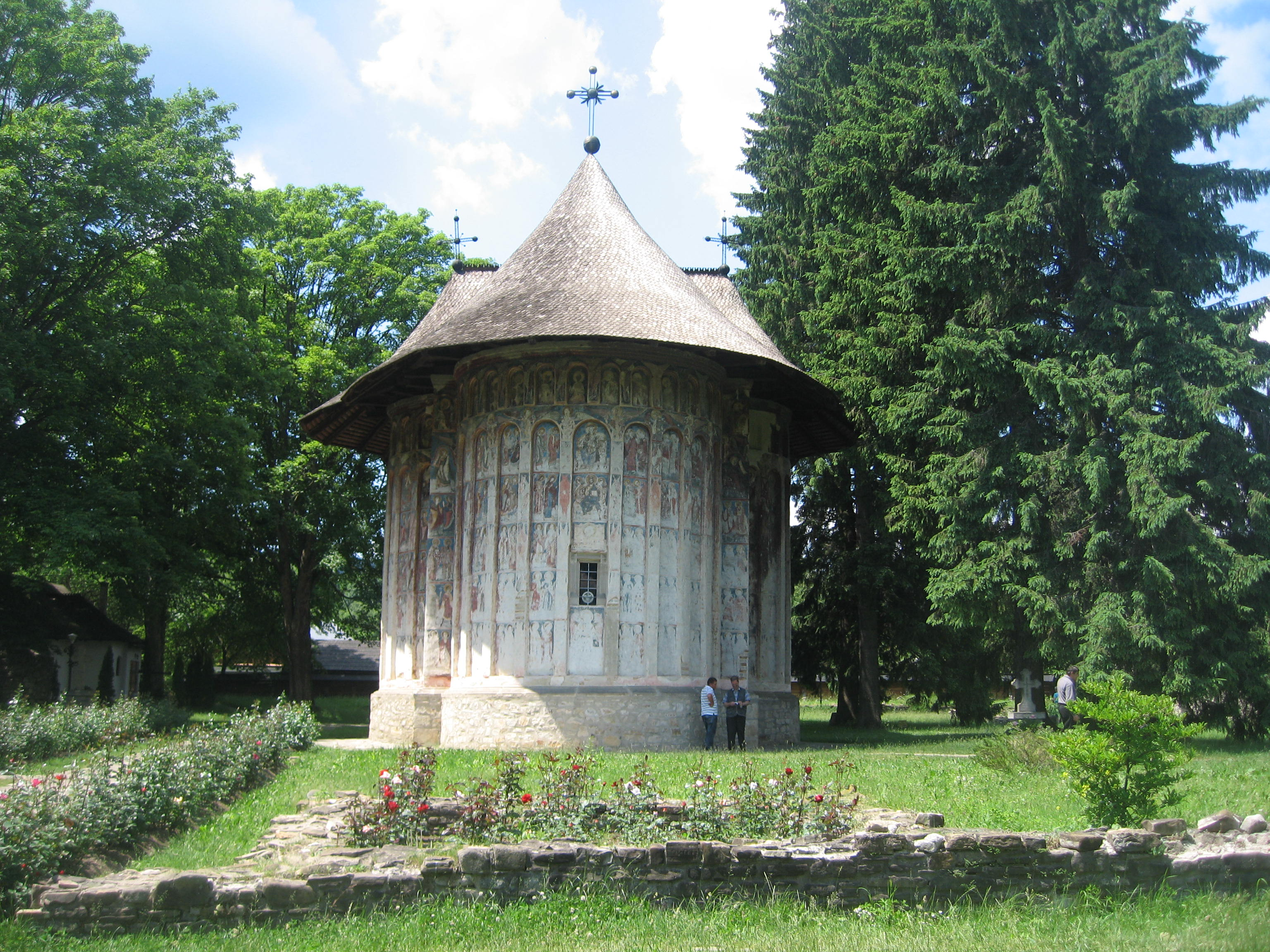
Altarul altarului
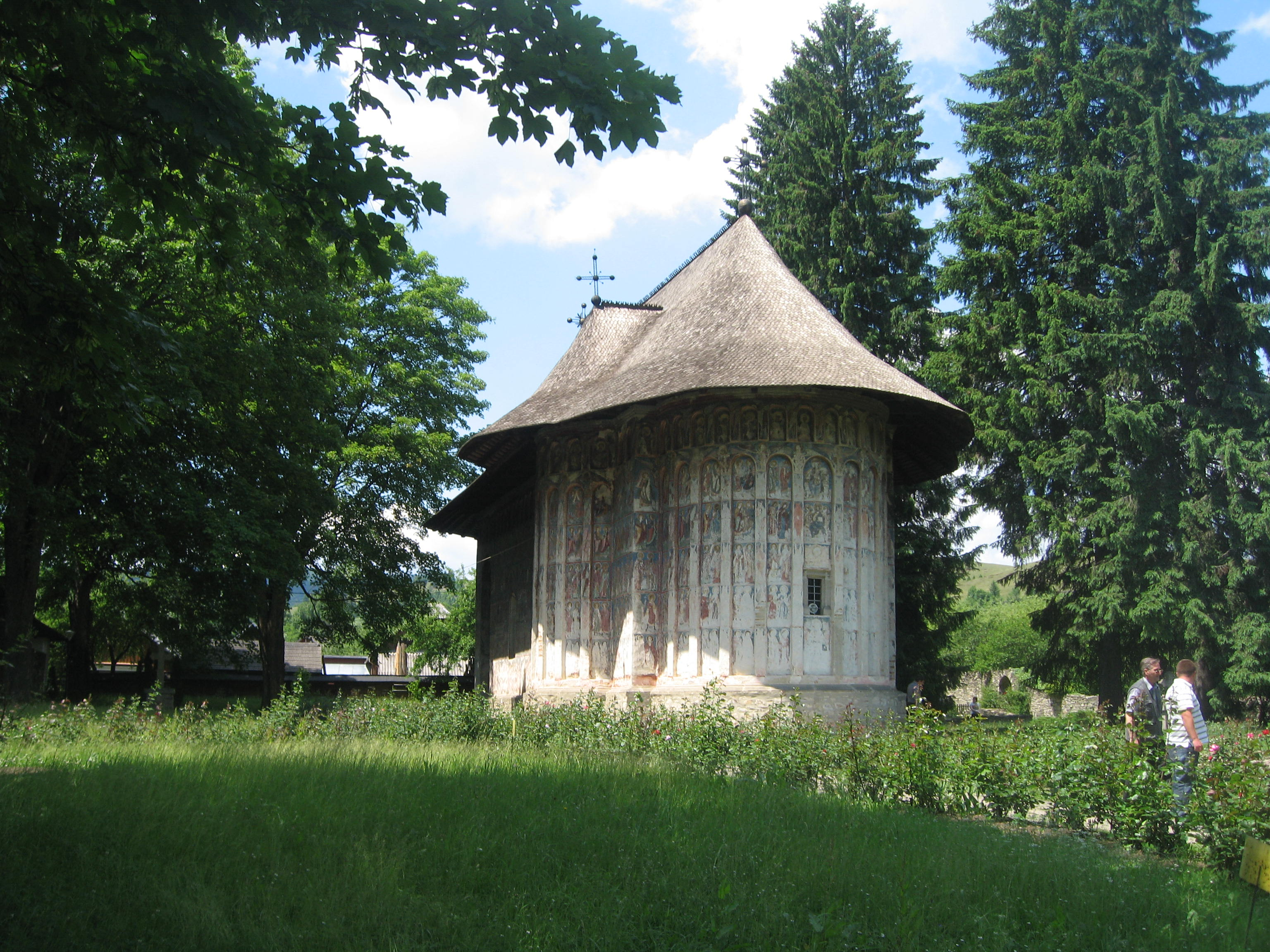
Biserica văzută dinspre intrarea în curtea mănăstirii
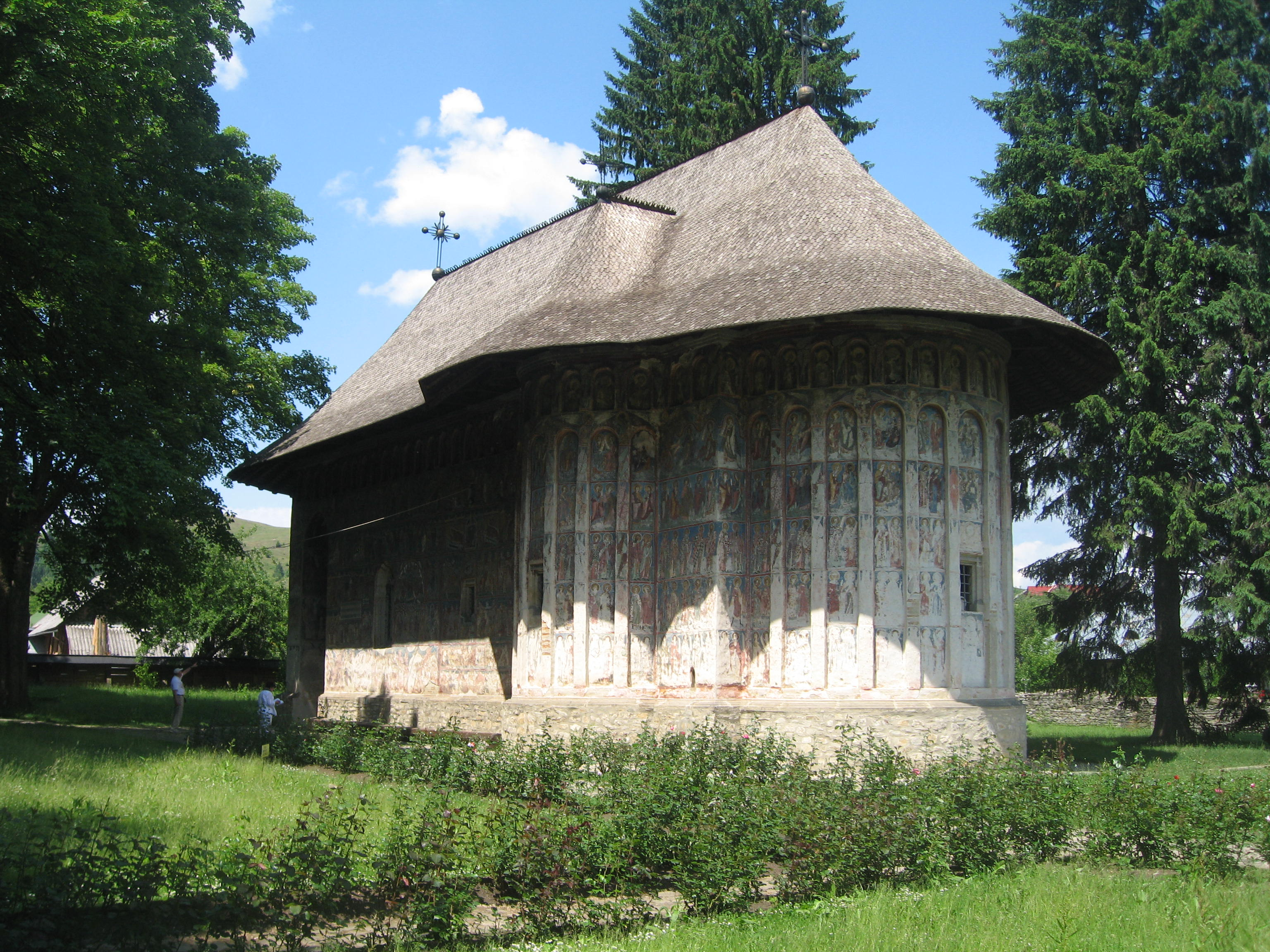
Vedere dinspre sud-est
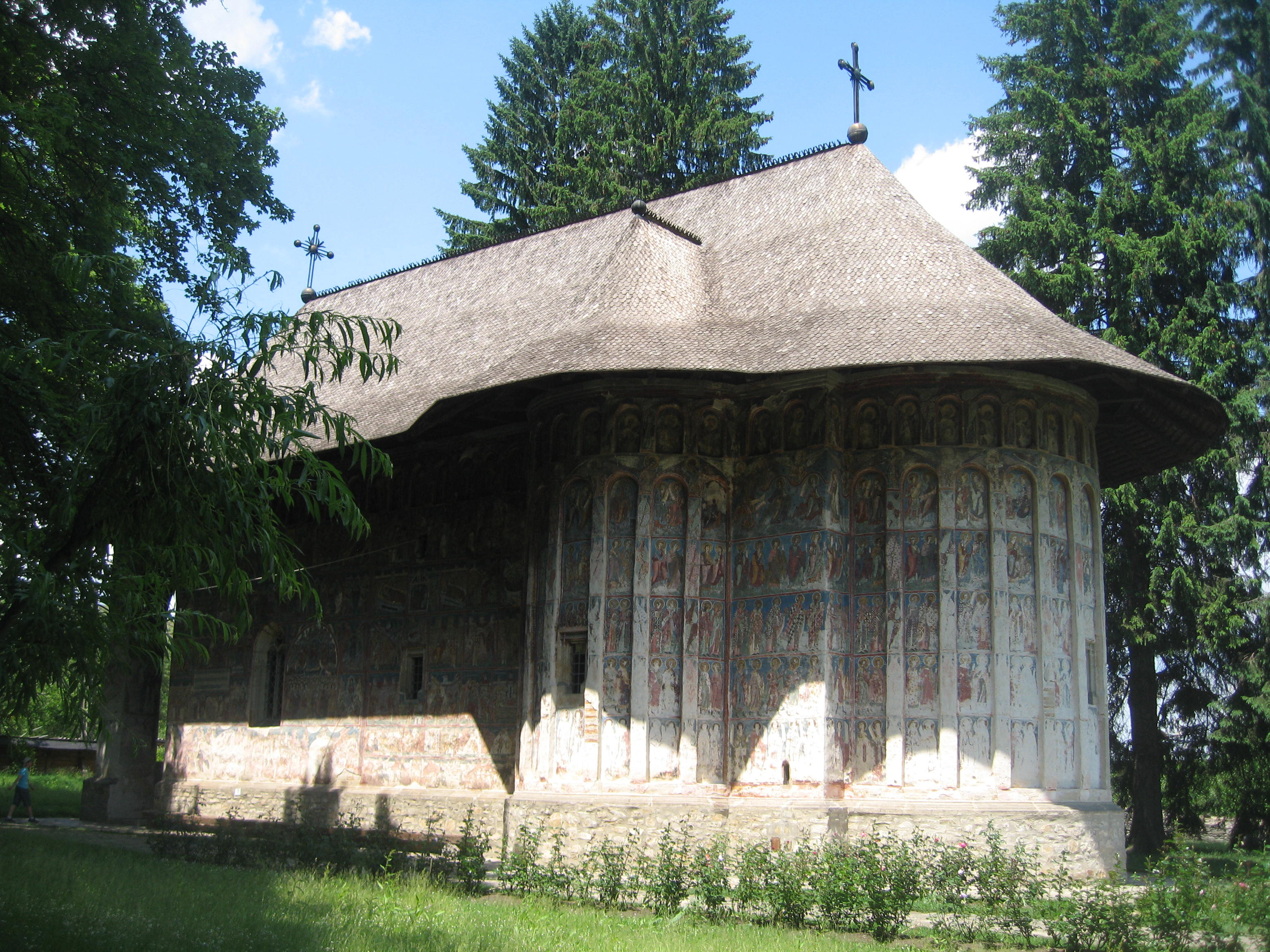
Vedere dinspre sud
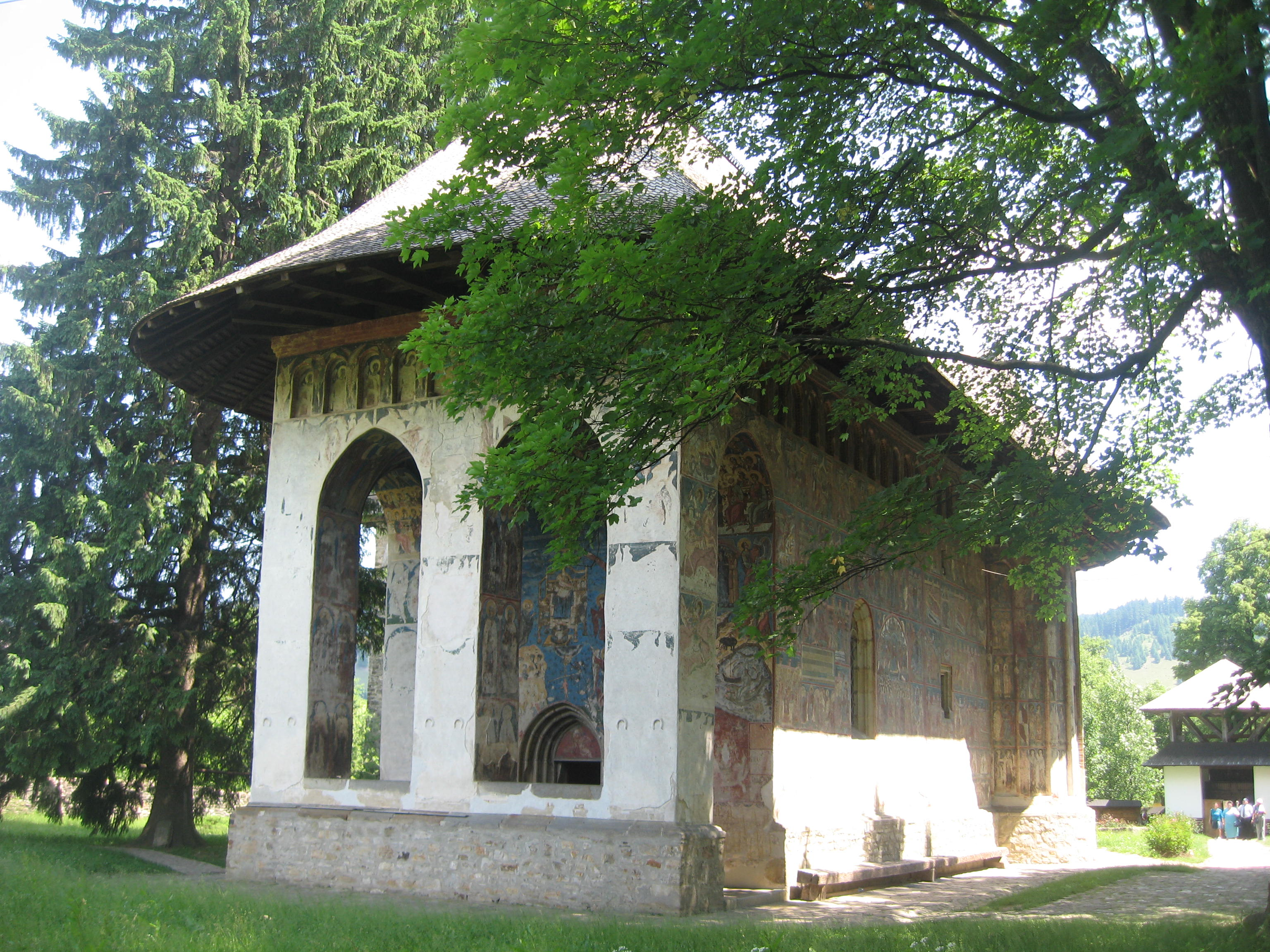
Vedere dinspre sud-vest
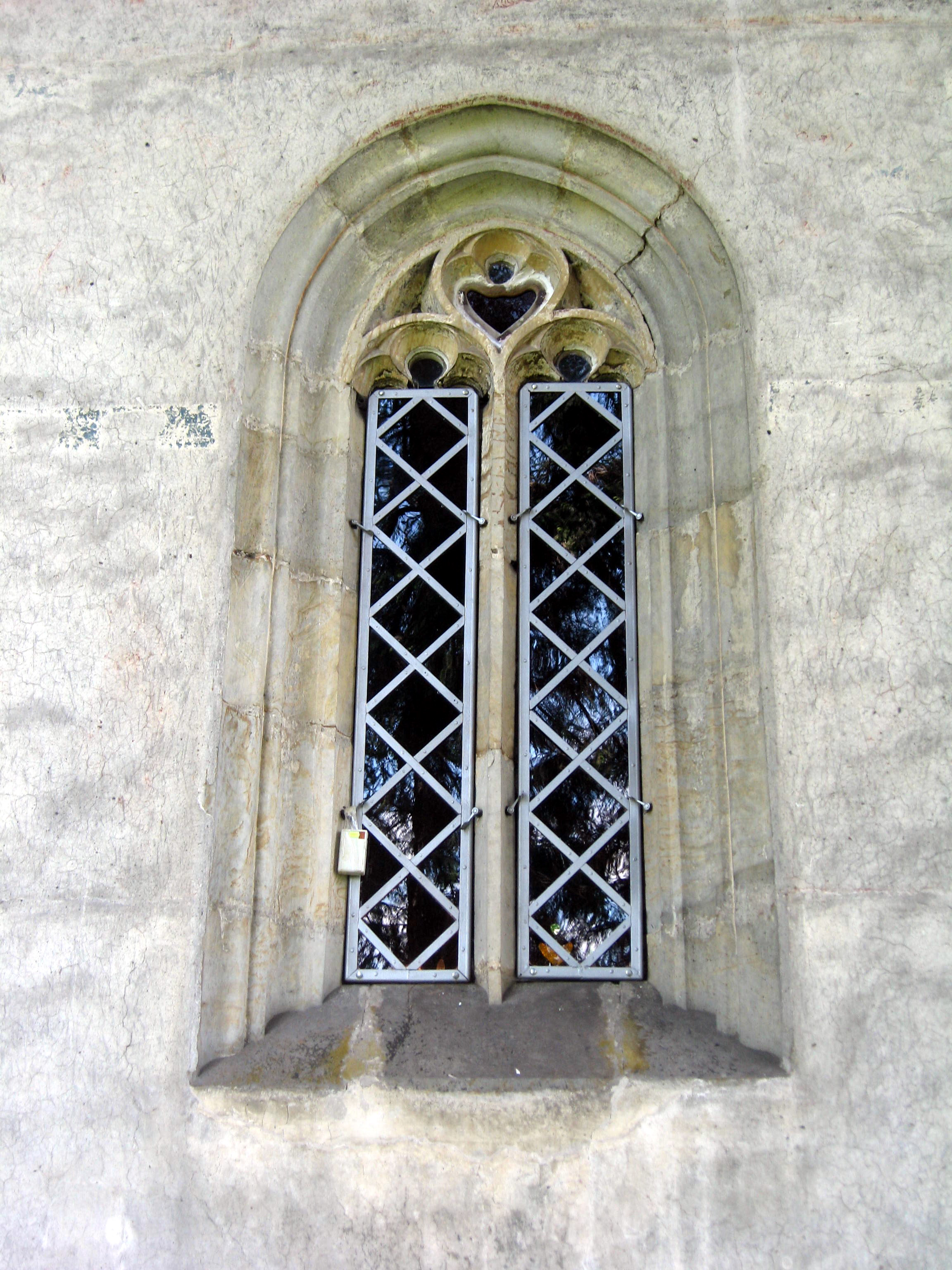
Fereastră cu ancadrament în stil gotic de pe peretele nordic al pronaosului
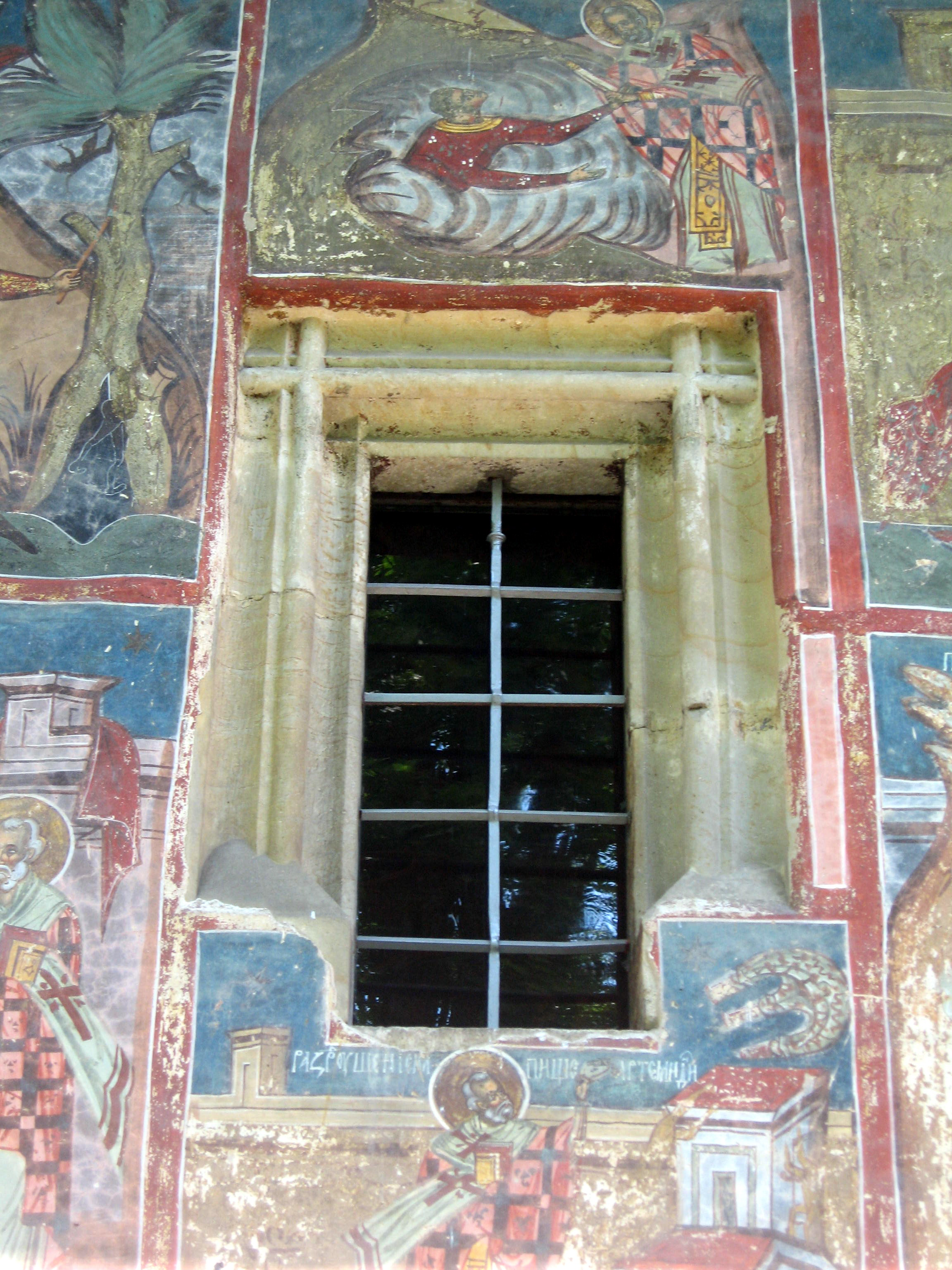
Fereastră dreptunghiulară cu ancadrament din baghete încrucişate
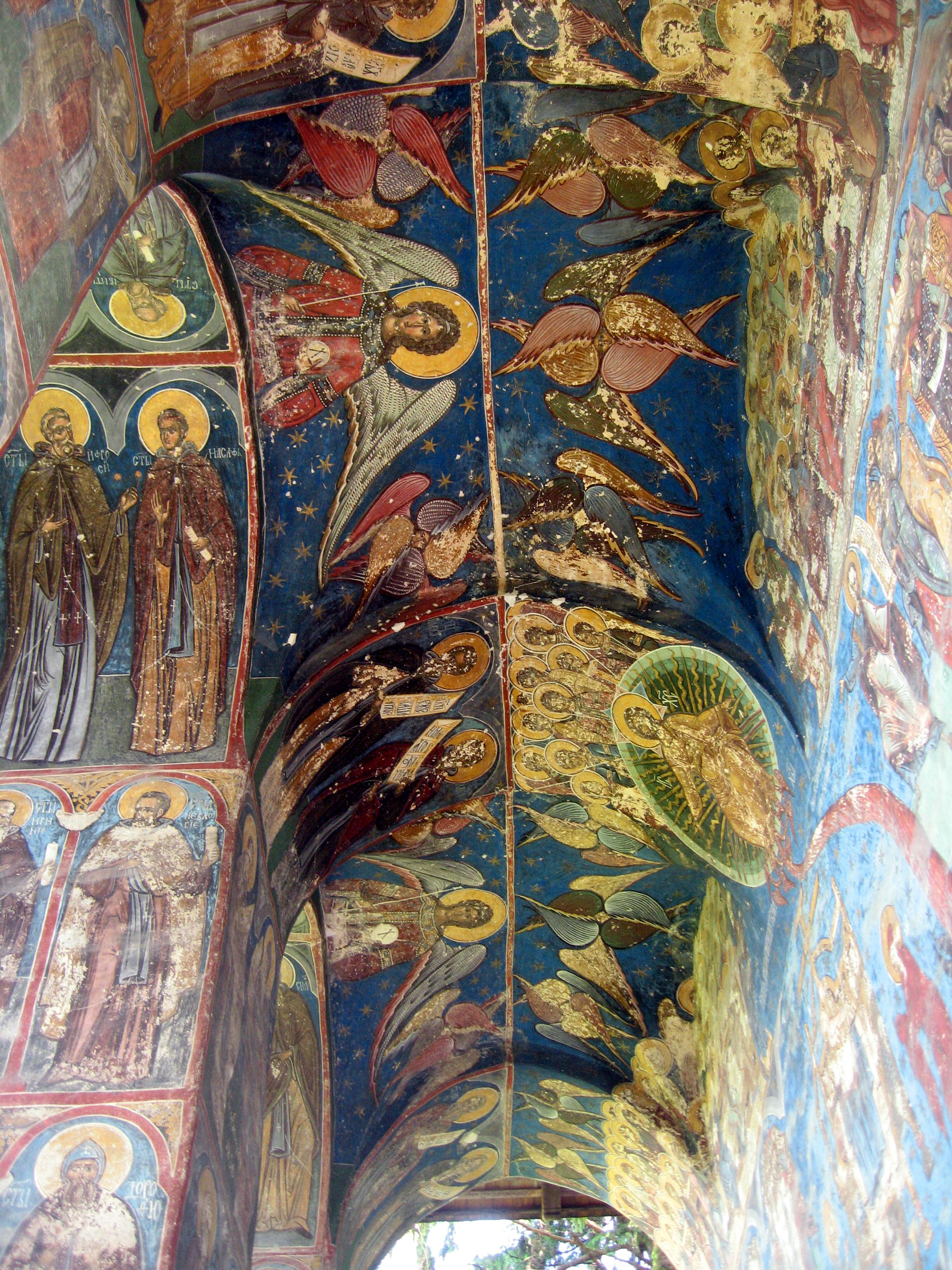
Arcul dublou median ce separă spaţiul interior al pridvorului
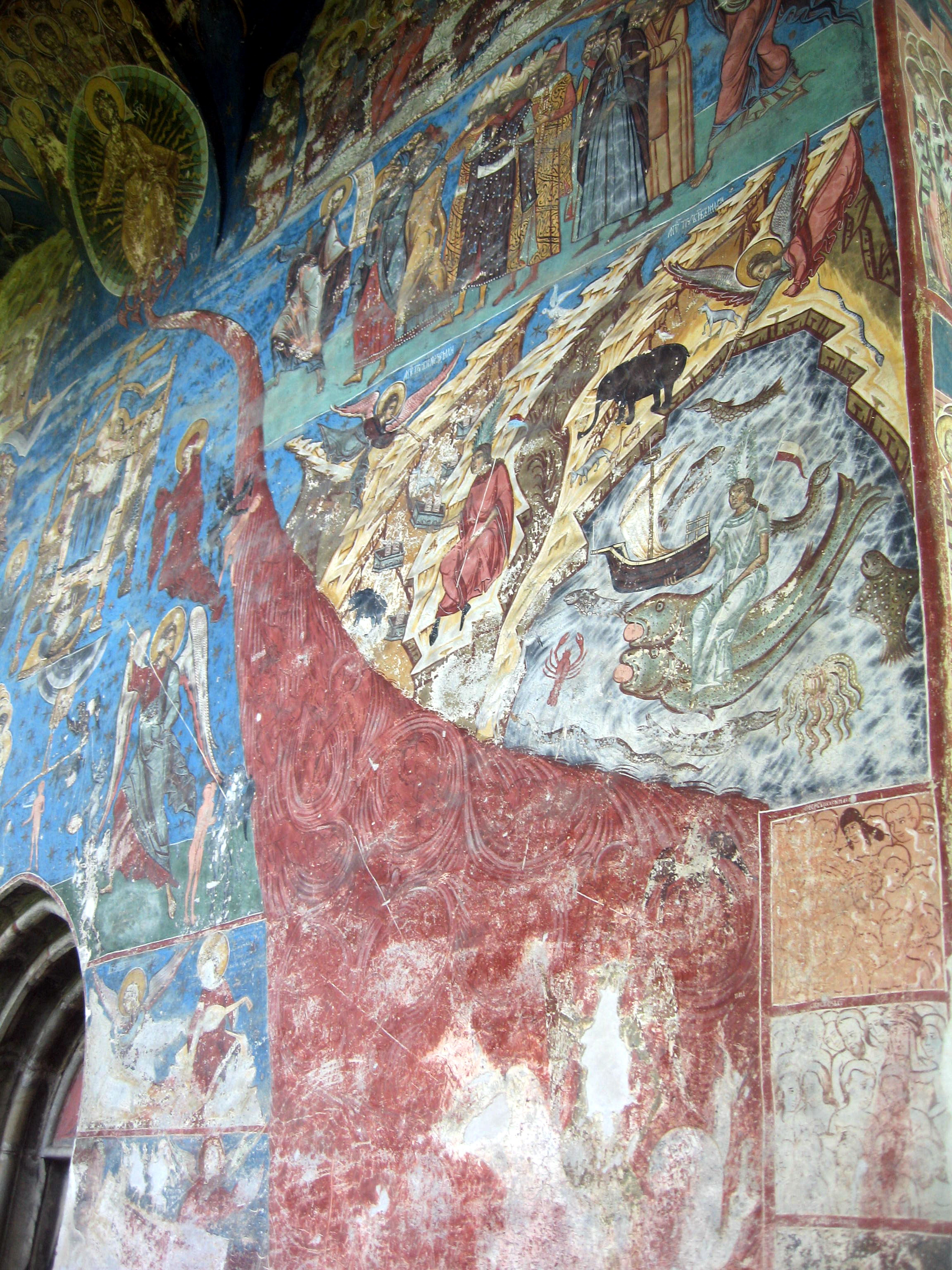
Fragment din fresca Judecăţii de Apoi, zugrăvită pe peretele estic al pridvorului
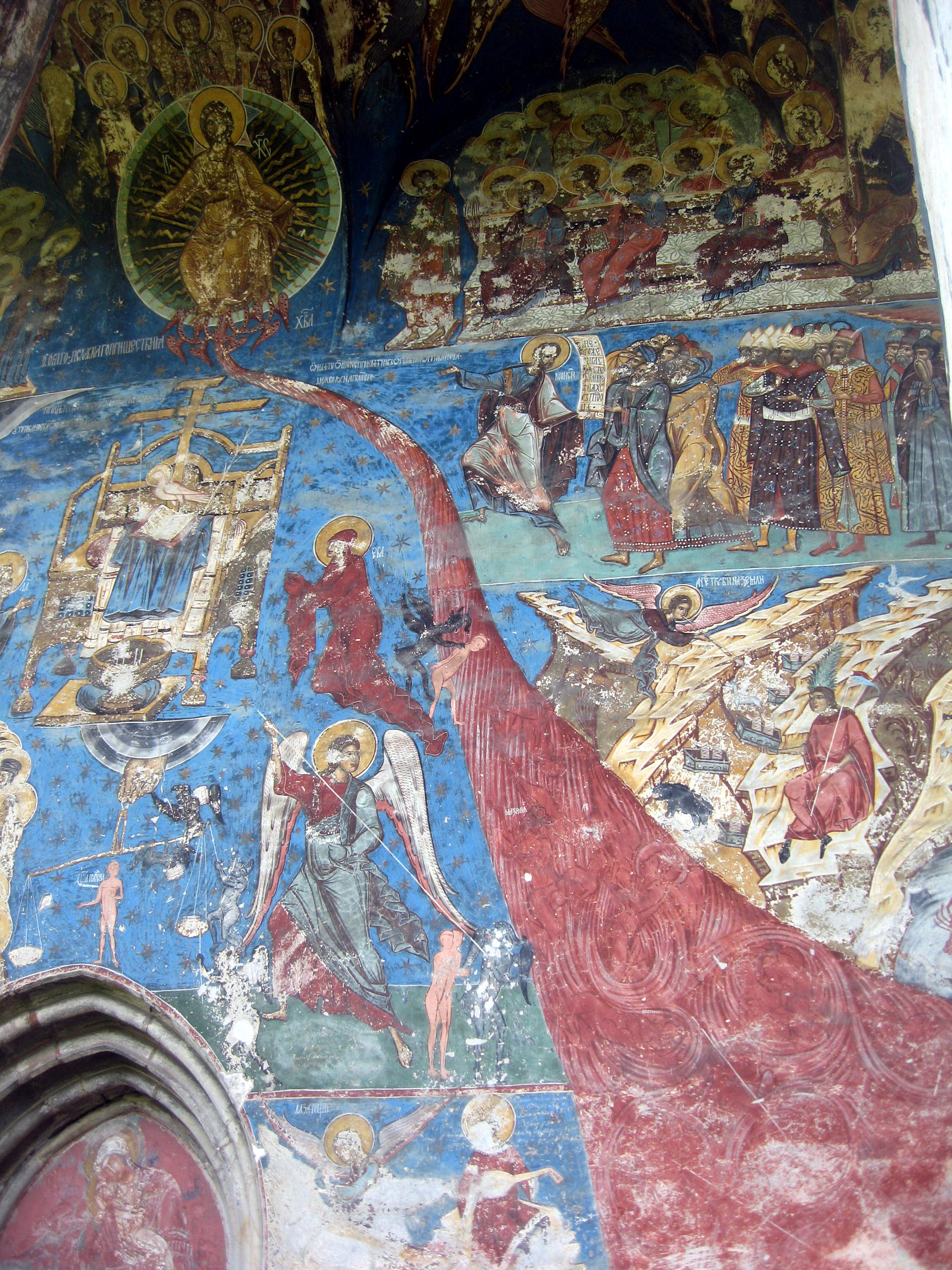
Fragment din fresca Judecăţii de Apoi, zugrăvită pe peretele estic al pridvorului
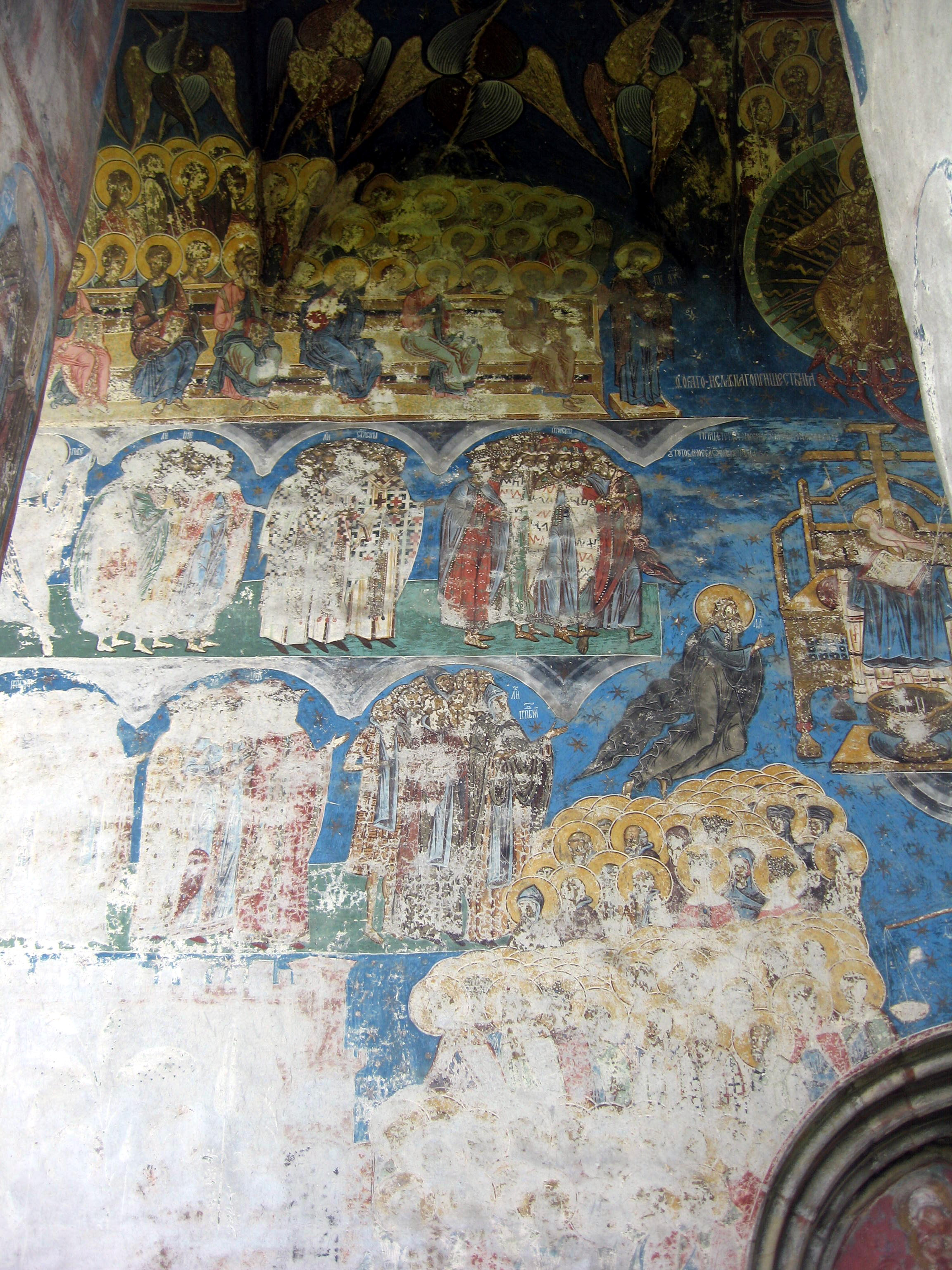
Fragment din fresca Judecăţii de Apoi, zugrăvită pe peretele estic al pridvorului
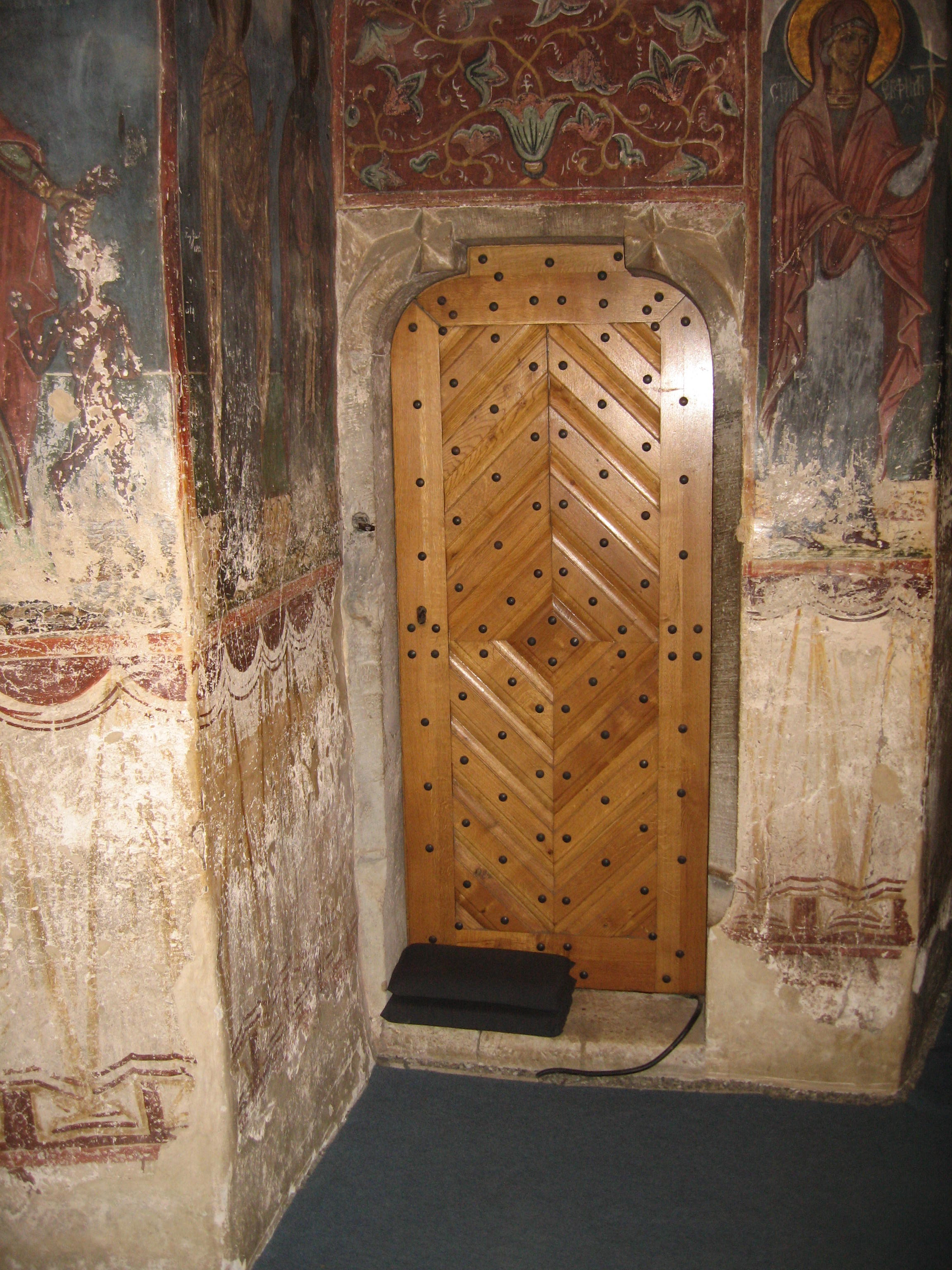
Uşa spre tainiţă
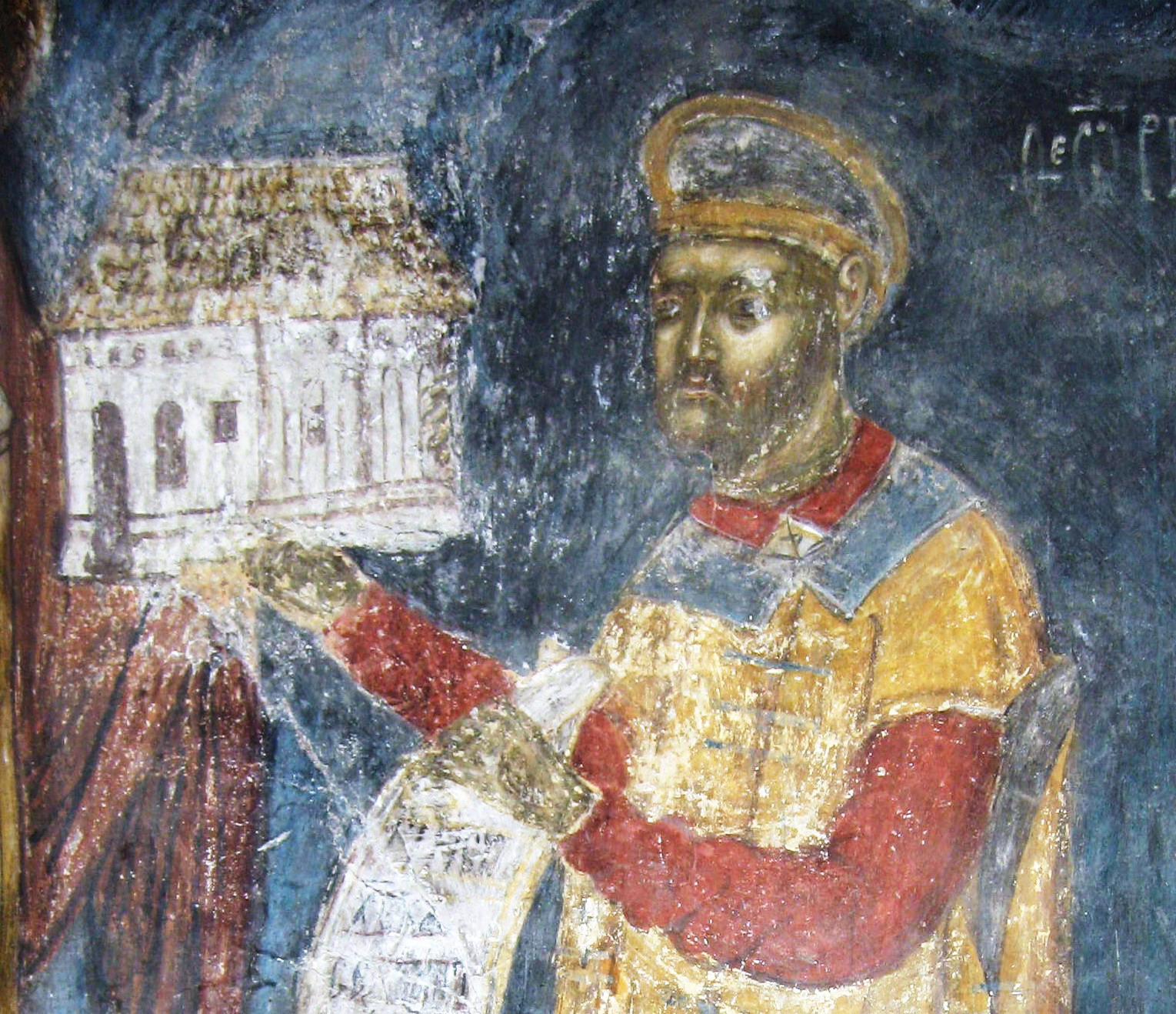
Portretul logofătului Toader Bubuiog din biserică
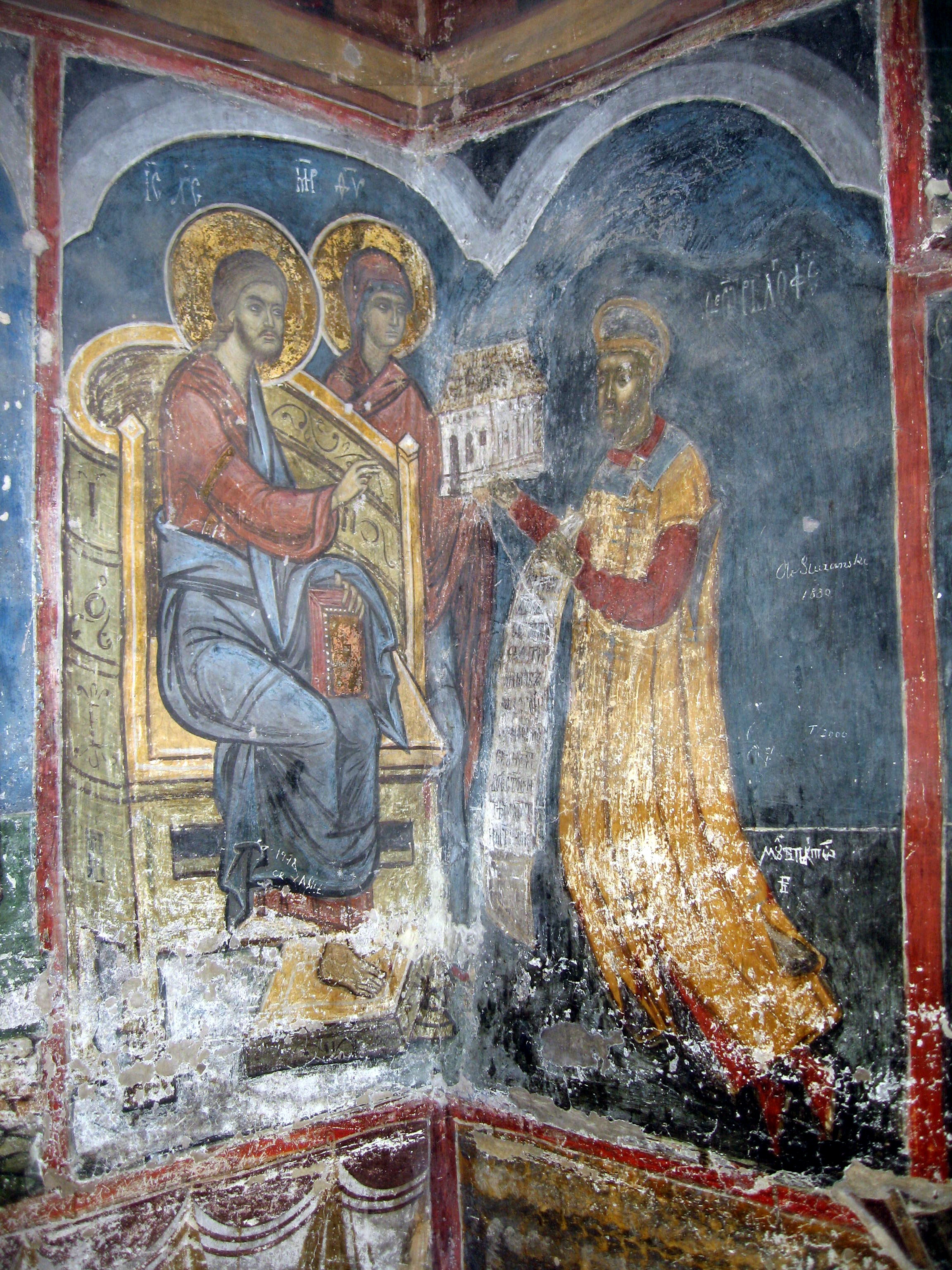
Tabloul votiv al logofătului Toader Bubuiog
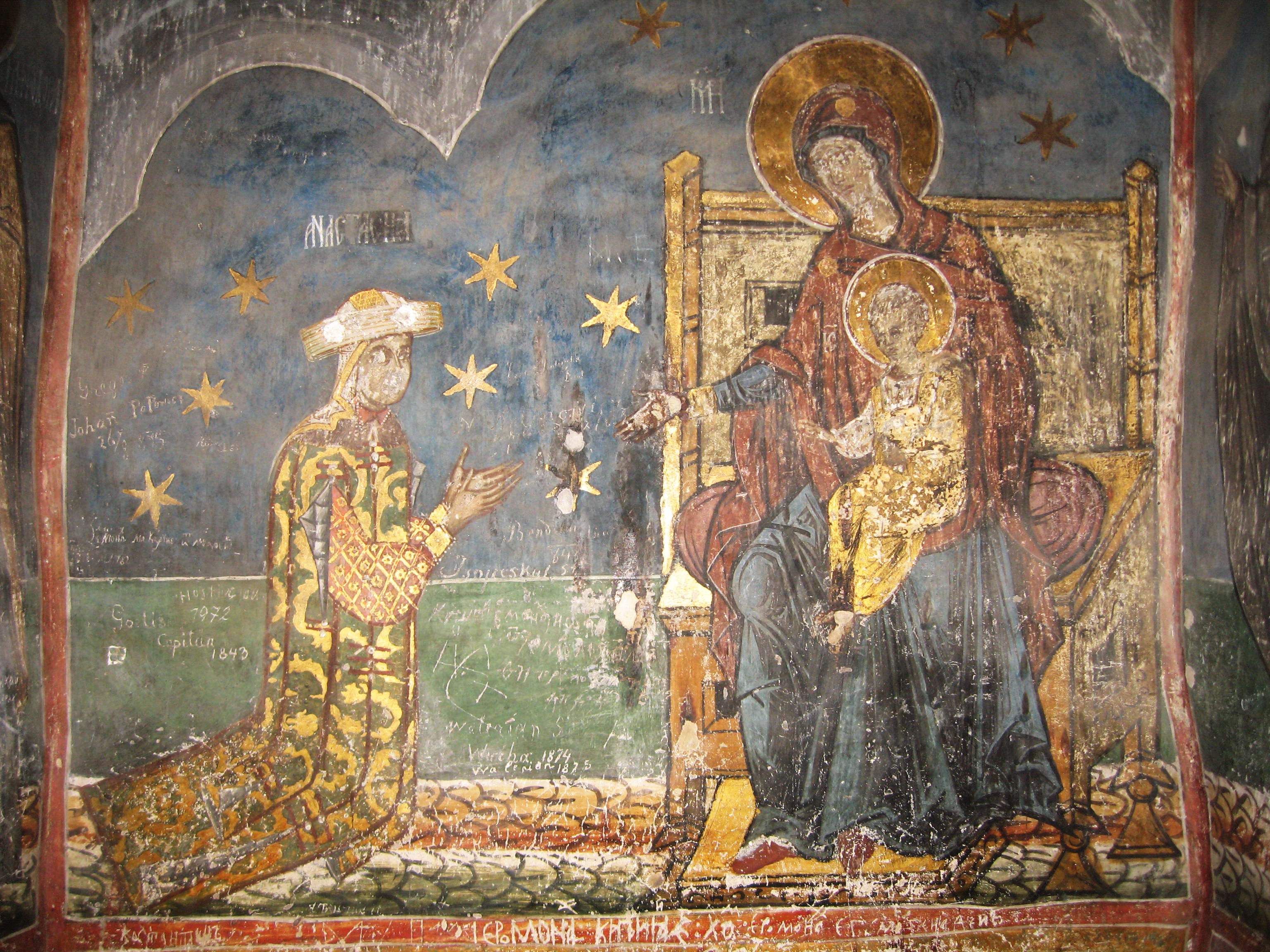
Soţia ctitorului, Anastasia, îngenuncheată în faţa Maicii Domnului
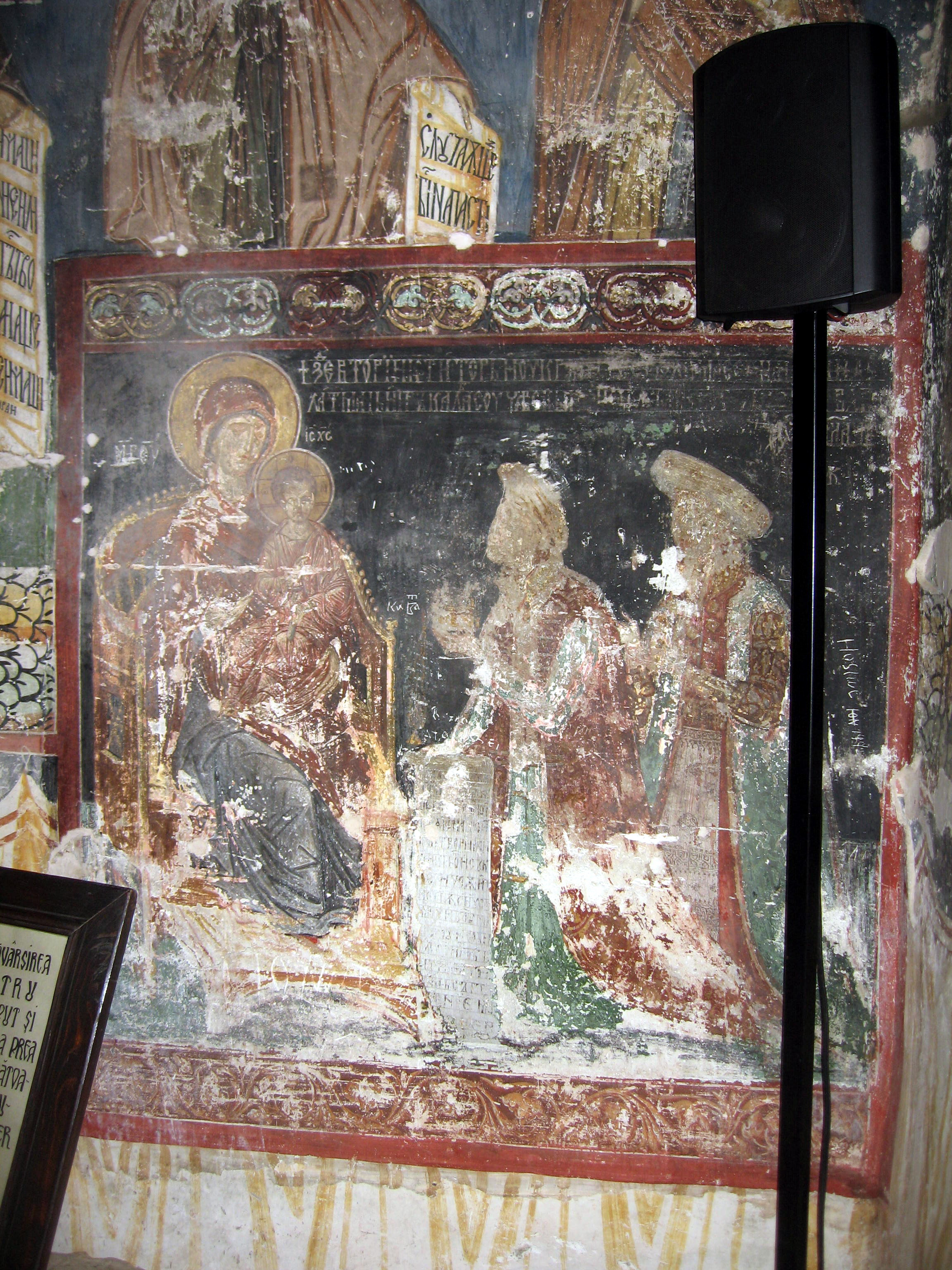
Tabloul votiv în care apar pârcălabul Daniil şi soţia sa Teodosia
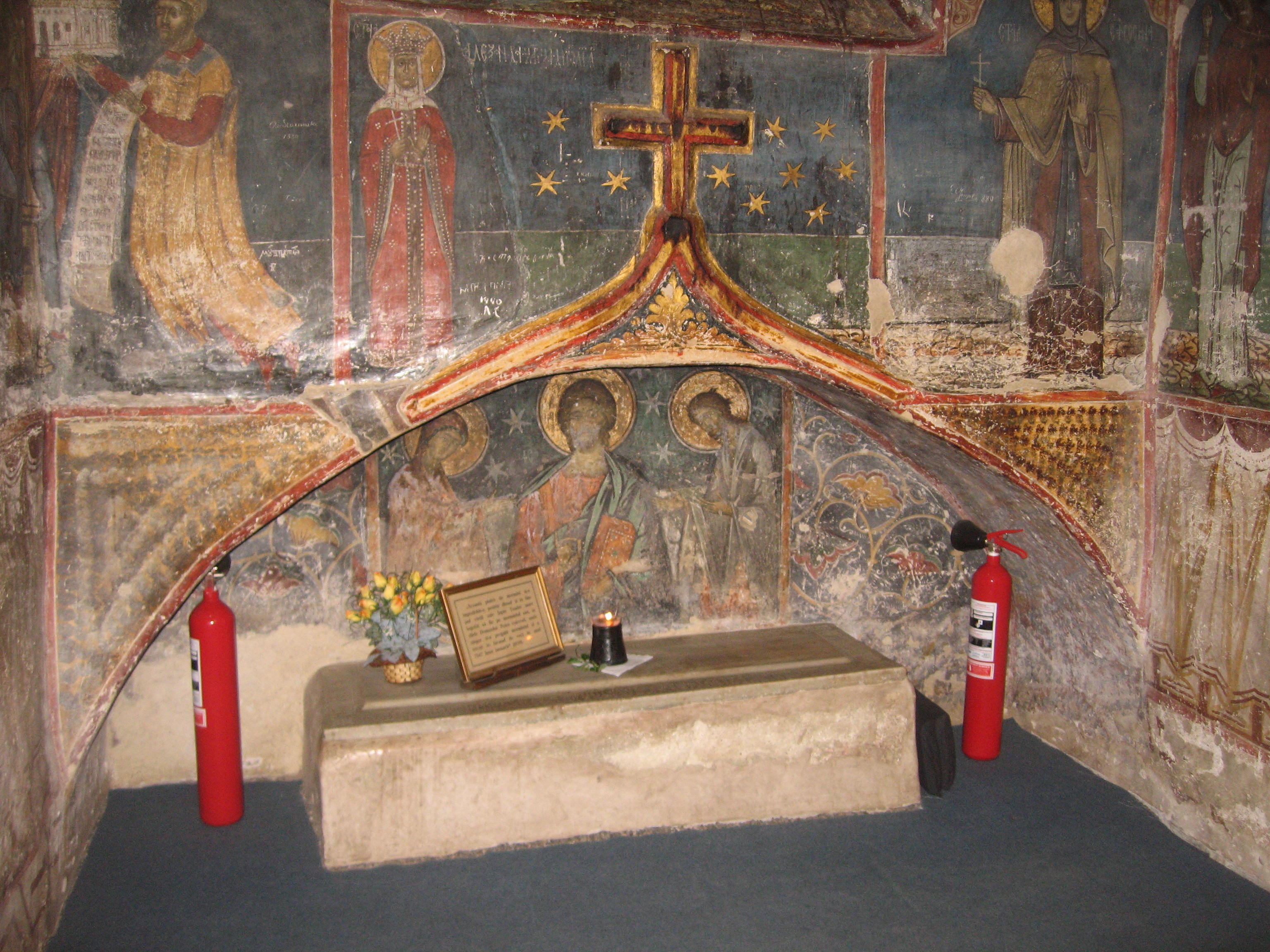
Nişa unde se află mormântul logofătului Toader Bubuiog
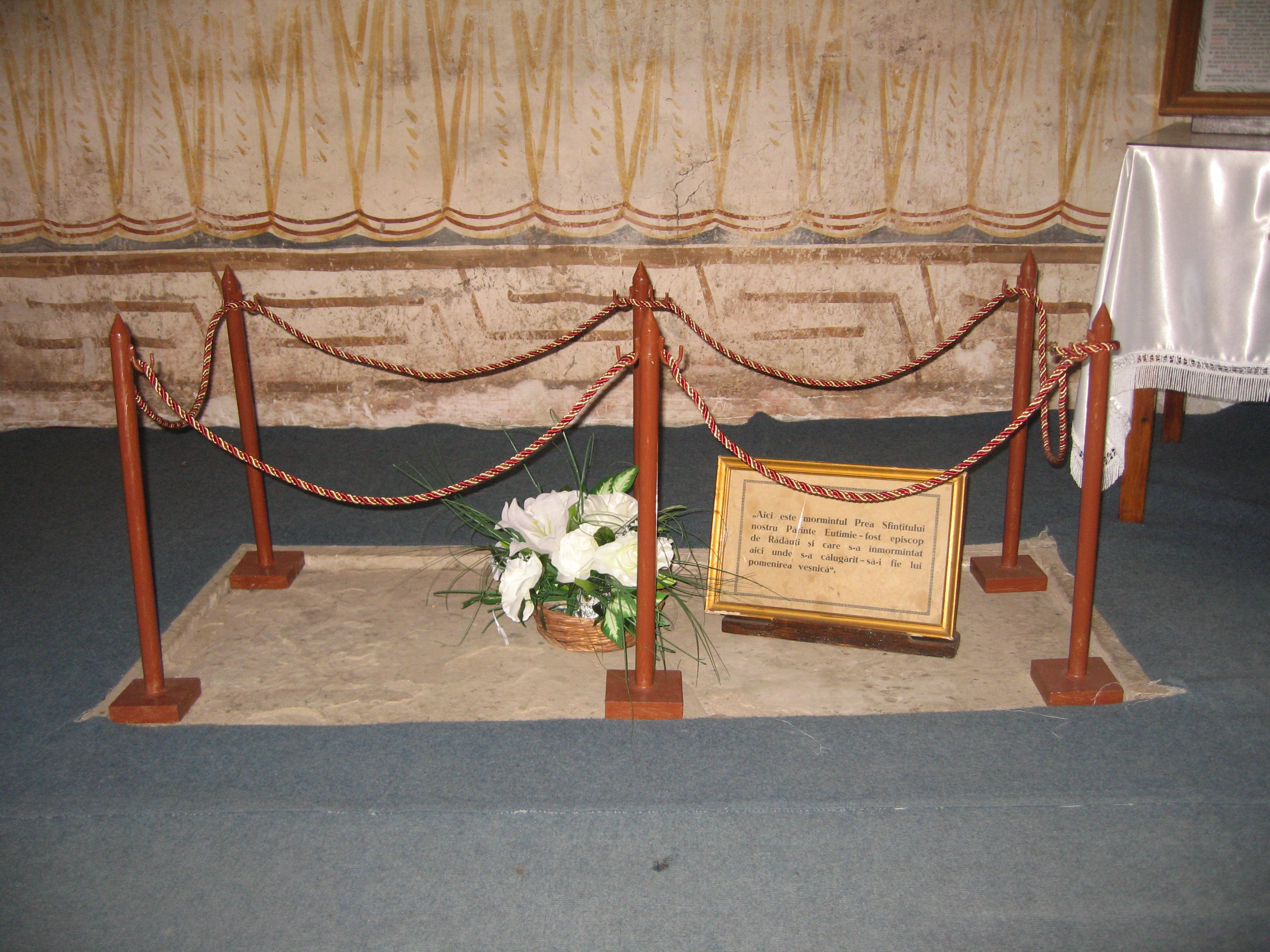
Mormântul episcopului Eftimie al Rădăuţilor
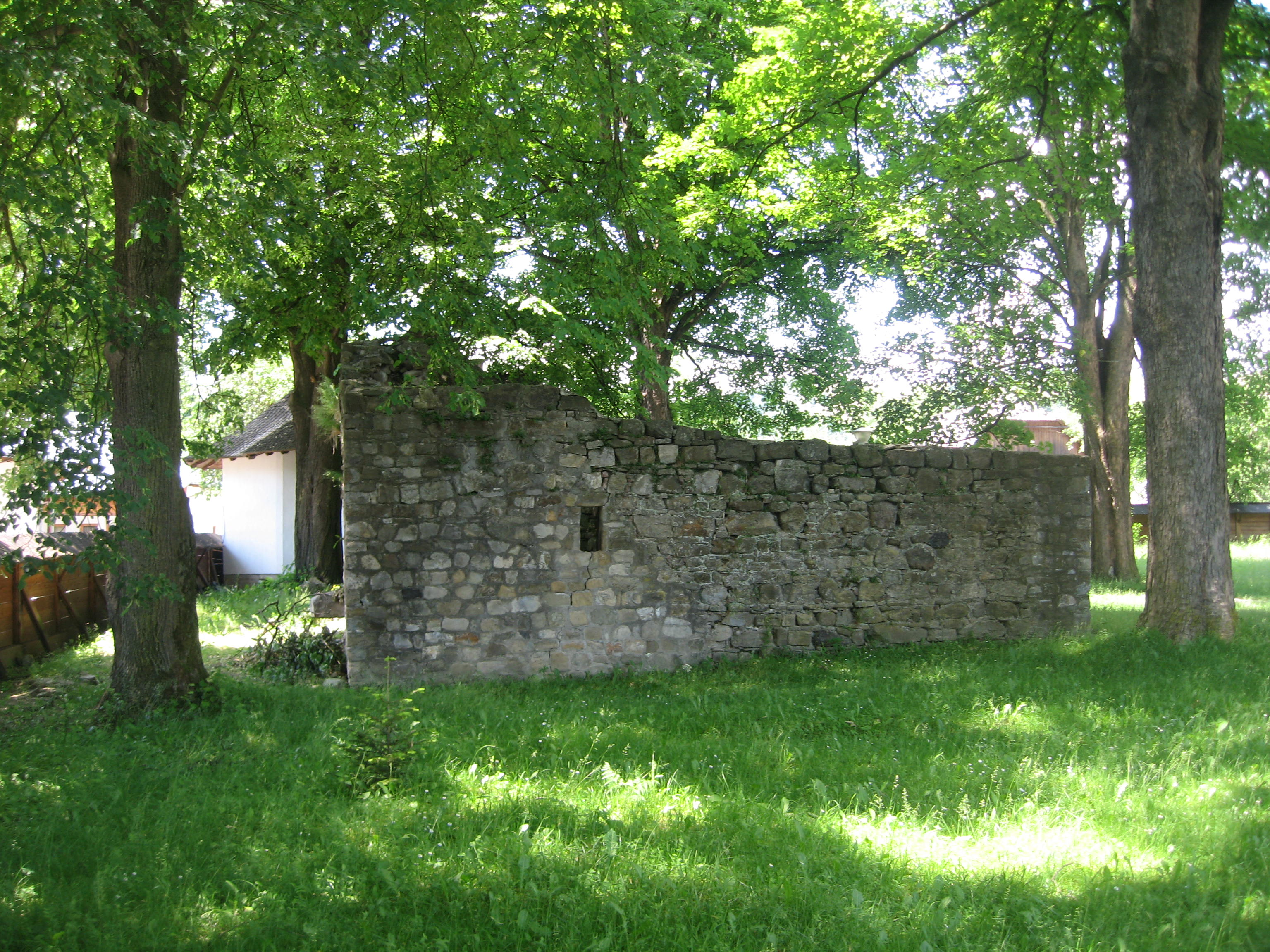
Ruine de chilii aflate în curtea mănăstirii
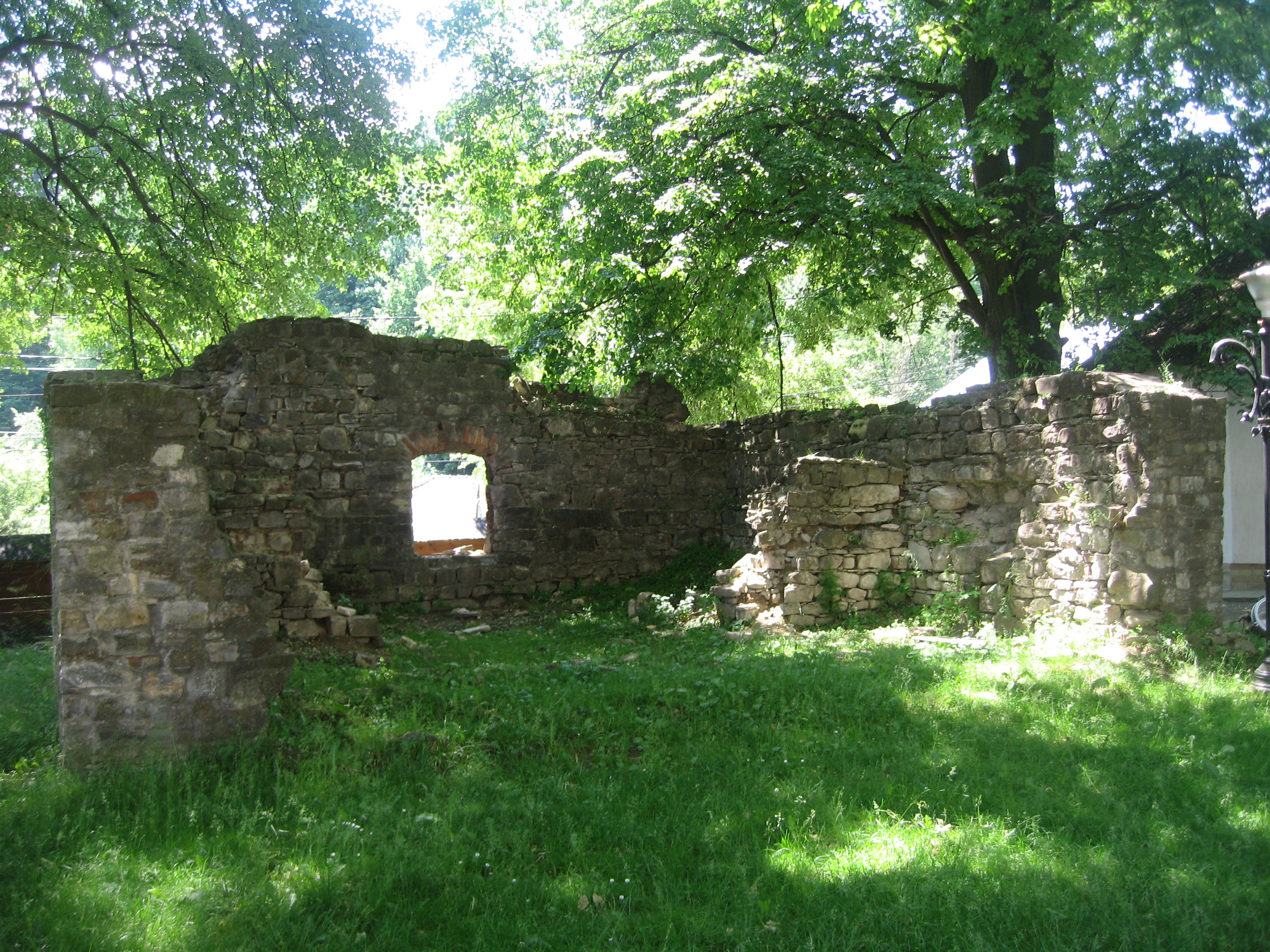
Ruine de chilii aflate în curtea mănăstirii
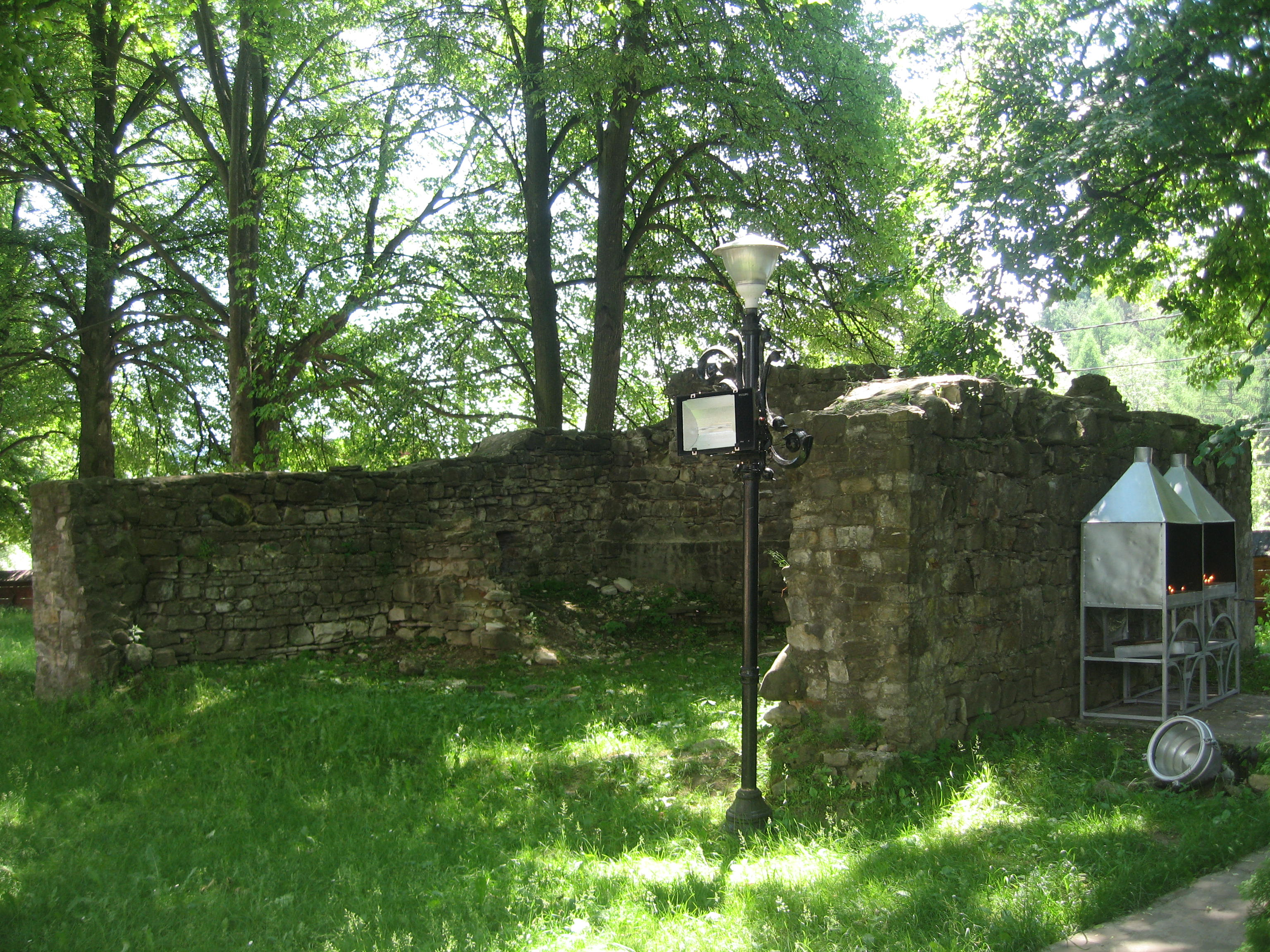
Ruine de chilii aflate în curtea mănăstirii
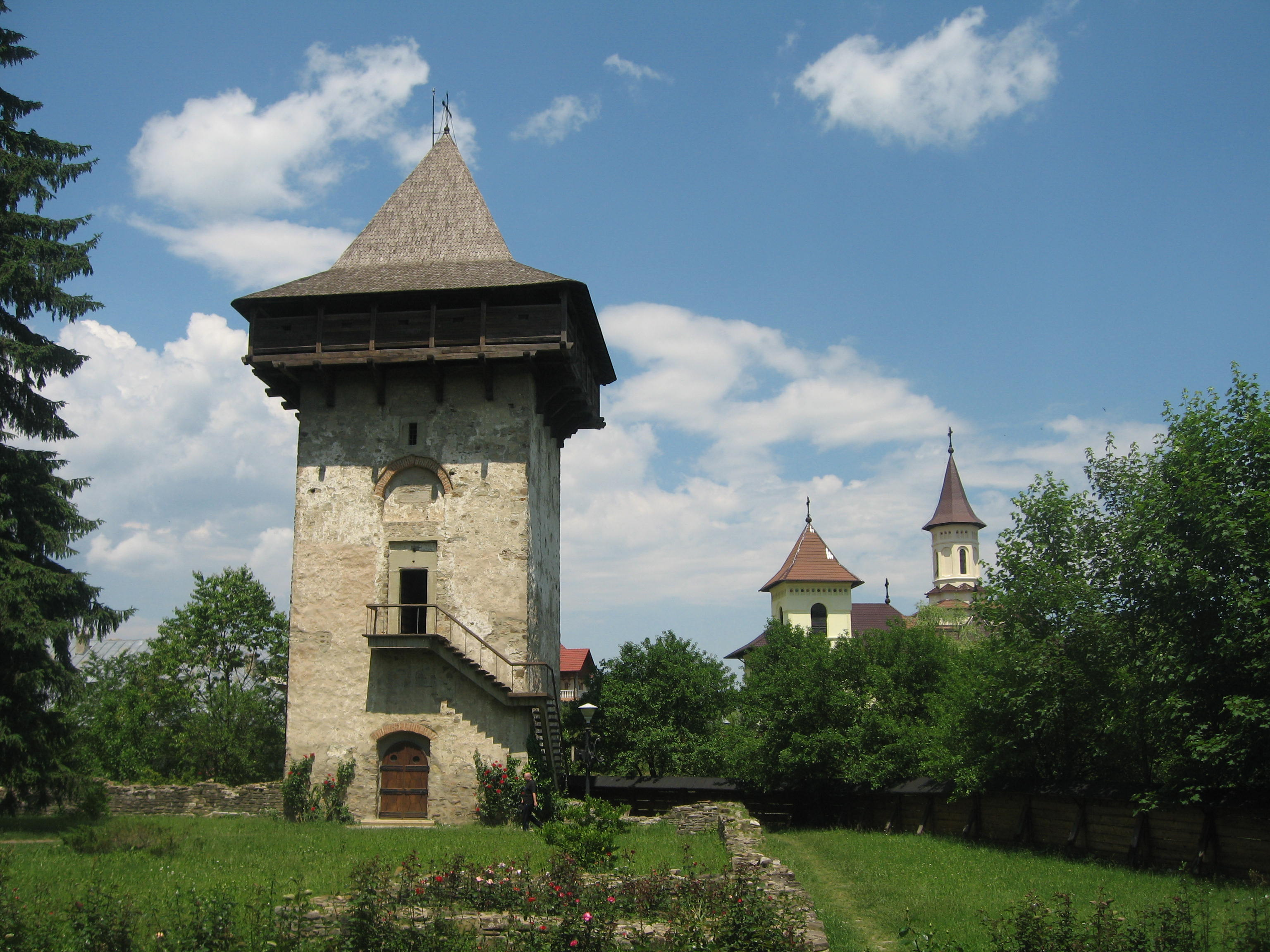
Turnul lui Vasile Lupu văzut dinspre sud
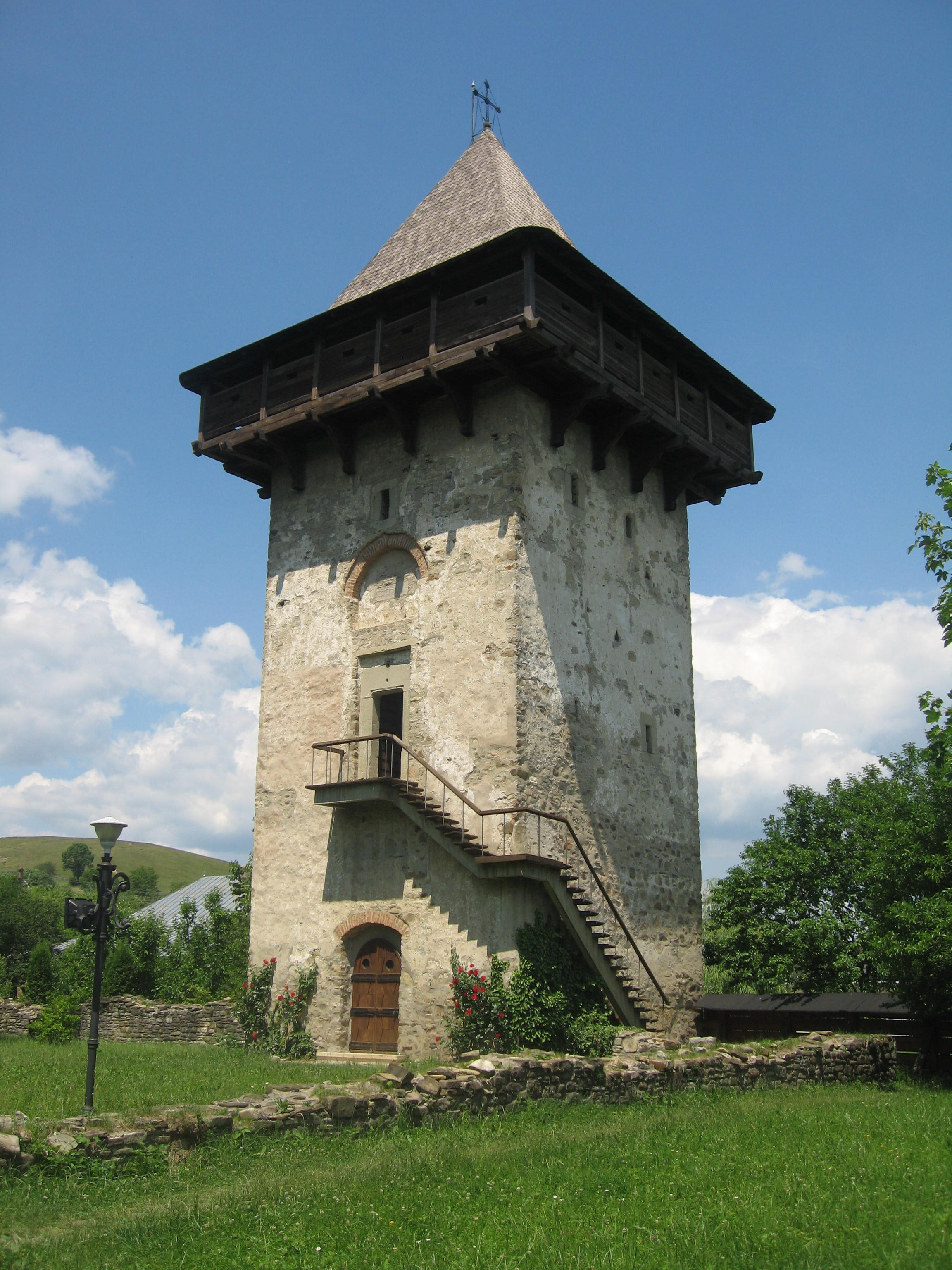
Turnul lui Vasile Lupu văzut dinspre sud-est
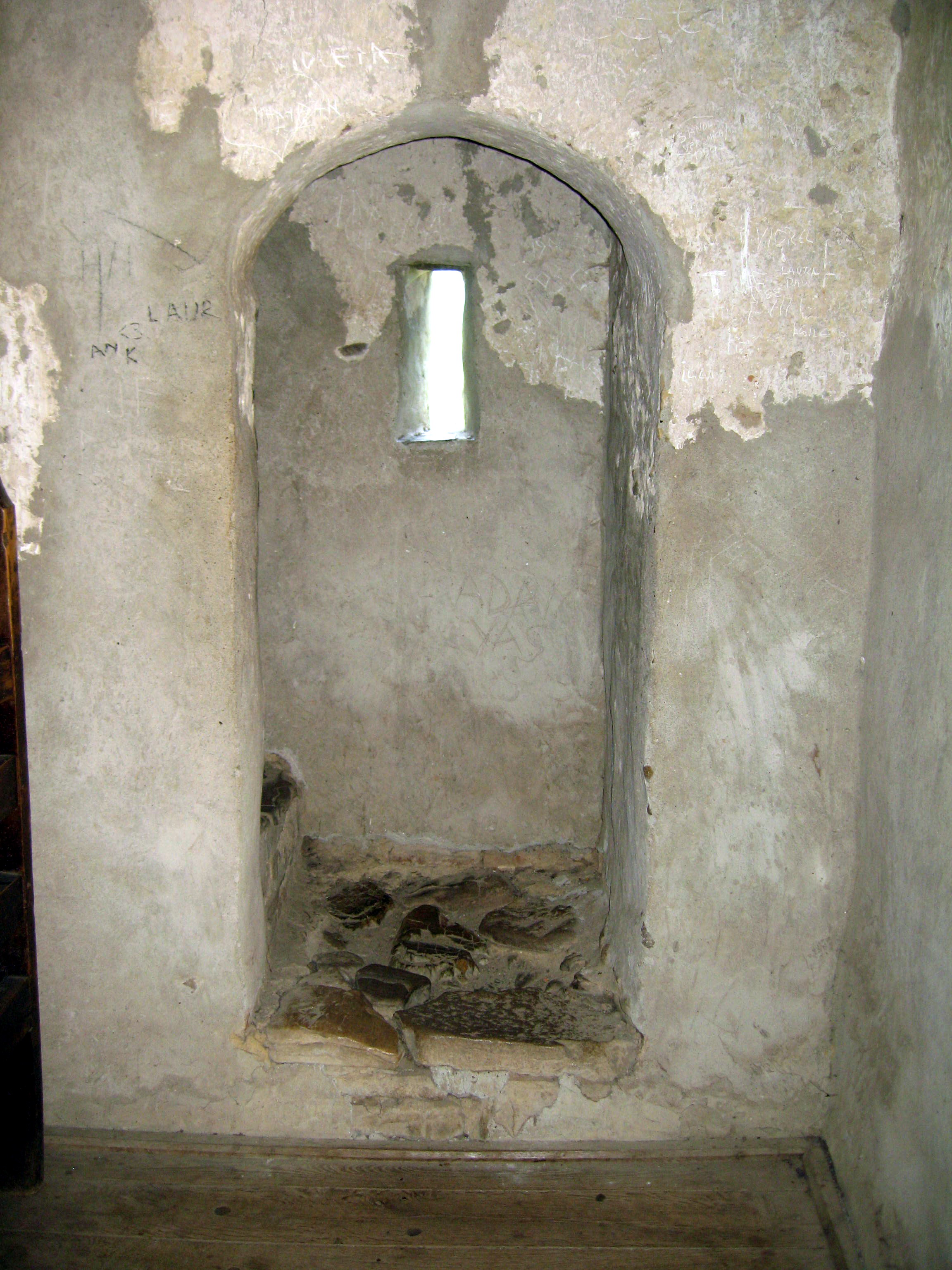
Casa scării de la primul etaj al turnului
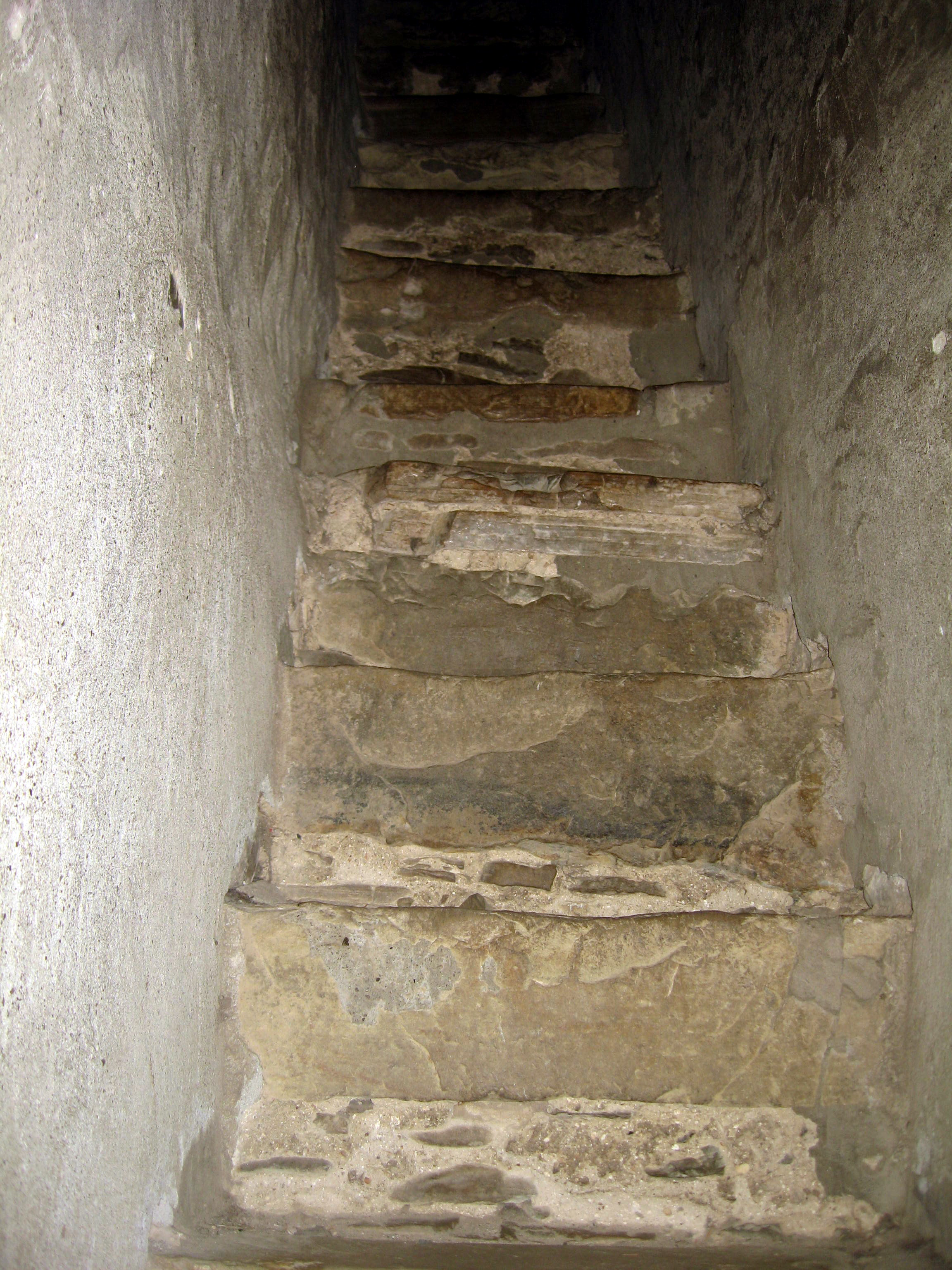
Scările de piatră ce duc spre încăperile de la etajele superioare ale turnului
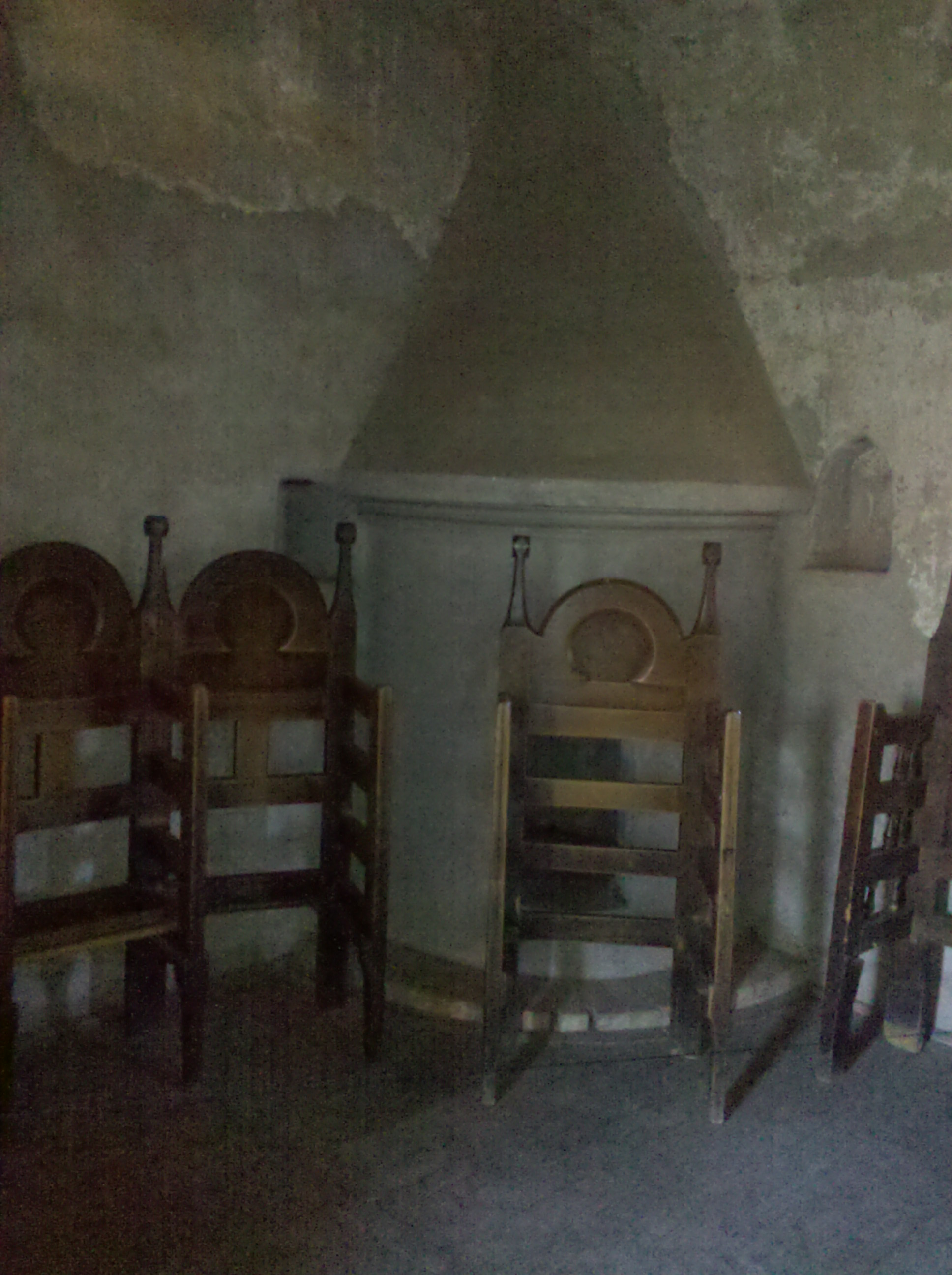
Imagine din interiorul turnului
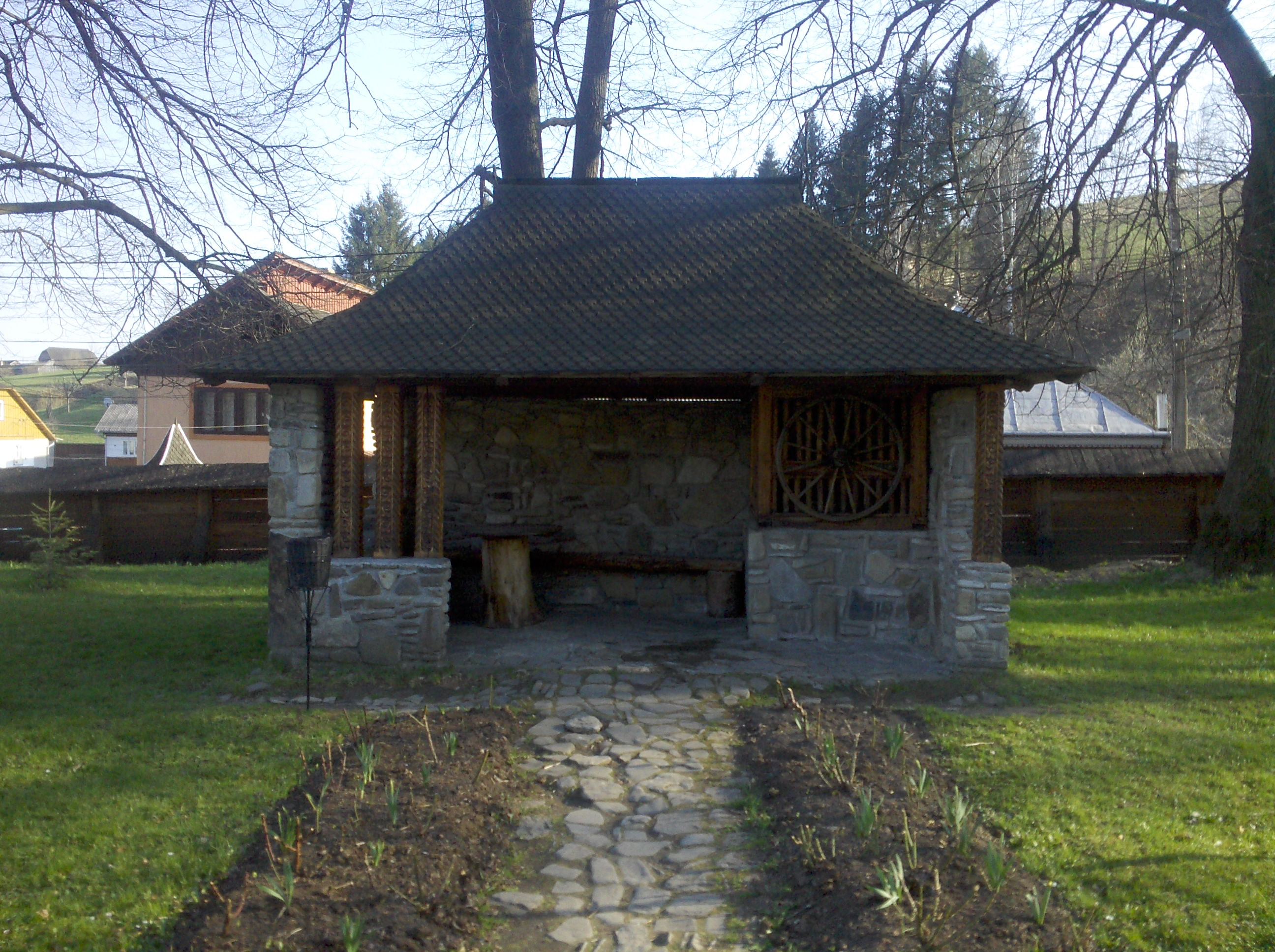
Fântână aflată în interiorul curţii mănăstirii

## Vezi și
- Turnul lui Vasile Lupu
- Bisericile pictate din nordul Moldovei
- Listă de mănăstiri